# Гу Цзеган
Гу Цзеган (кит. трад. 顧頡剛, спр. 顾颉刚, піньїнь: Gù Jiégāng 8 травня 1893 — 25 грудня 1980) — китайський історик, один із засновників сучасної історіографії КНР. Походив з родини потомствених конфуціанських вчених, видатний діяч «Руху за нову культуру». Отримав традиційну китайську освіту, в 1920 році закінчив філософський факультет Пекінського університету, його наставником був Чжан Бінлінь. Історик сприйняв ідеї свого вчителя про об'єктивність в роботі і незалежності від політичних сил, хоча і відчував вплив Кан Ювея, який закликав поставити історію на службу сучасності. Далі працював у ряді навчальних закладів столиці, багато публікувався, брав участь у роботі наукових товариств. У 1937-1954 роках працював у навчальних закладах Ланьчжоу, Куньміна, Чунцина, Шанхаю. У 1948 році був обраний до Академії наук Китаю. Після 1954 року працював в Інституті історії Академії наук КНР, був депутатом ВЗНП 4-го і 5-го скликань. Перебував у керівництві асоціації з вивчення роману «Сон у червоному теремі», Всекитайського Союзу працівників культури, китайського історичного товариства, був віце-президентом Китайського товариства фольклористів, консультантом товариства китайських історичних архівів.
Разом з Ху Ши обґрунтовував концепцію «недовіри до давнини». Виступив проти методології традиційної китайської історіографії, заснованої на тезі про єдине походження китайської нації та її доцентровий розвиток. З 1926 року Гу Цзеган почав видання своєї головної праці «Критика давньої історії» (кит. 古史辨, піньїнь: gǔ shǐ biàn, палл.: Гу ши Бянь), який викликав велику дискусію. Всі сім томів праці (Гу Цзеган брав участь у складанні п'яти з них) вийшли до 1941 року і неодноразово перевидавалися. Вчений висунув гіпотезу про фальсифікацію давньокитайської історії в період IV—III століть до н. е., що пов'язував з суспільними процесами і становленням конфуціанської еліти. Прямо пов'язував інтереси домінуючих соціальних верств з течіями в історіографії, проводив паралелі в конструюванні державного міфу епохи Хань і своєї сучасності.
Гу Цзеган також займався дослідженнями китайської етнографії, фольклору, історичної географії. В ході даних штудій переконався у відсутності незмінної національної сутності ханського етносу, продемонстрував велику роль запозичень і зовнішніх впливів на розвиток китайської цивілізації. Не прийняв гоміньданівського націоналізму, який був у своїй основі модернізованим конфуціанством, і після 1949 року залишився в КНР. В останній період свого життя не займав адміністративних постів, не брав участі в громадських кампаніях і дискусіях. Незважаючи на те що він піддавався критиці під час «Культурної революції», Гу Цзеган не був заарештований і продовжував працювати. Працював, переважно, над підготовкою наукових видань традиційних історичних джерел; протягом усього життя займався вивченням «Шан шу». У 1971 році за особистою вказівкою Чжоу Еньлая був призначений главою сучасного наукового видання «24 династичних історій»; цей проект був завершений в 1977 році. У 2010 році опубліковано його повне зібрання творів у 62 томах, включаючи 12 томів щоденників 1913-1980 років і 5 томів листування.

## Біографія

### Походження. Становлення (1893—1912)

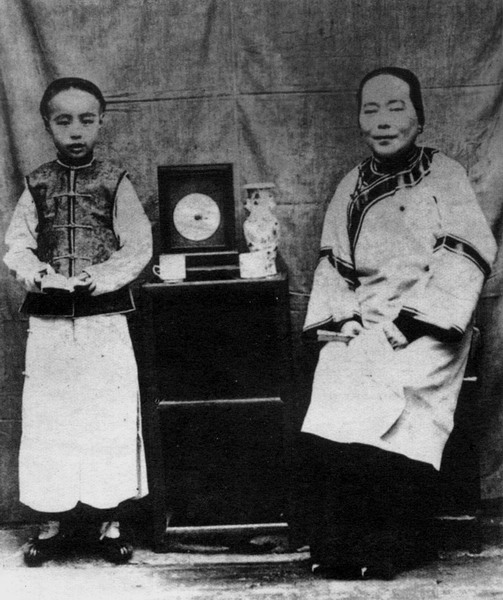
Гу Цзеган із бабусею. Фото 1900 року

Сімейство Гу спочатку походило з Цзянсу і влаштувалося в Сучжоу в царювання мінського імператора Ваньлі. Засновник даної гілки роду — Гу Вейтін-був багатим поміщиком, який вважав за краще жити в місті. Першим конфуціанським вченим-чиновником в сім'ї став Гу Чжусянь (1613-1668), який отримав вищий ступінь цзіньші на столичних іспитах і служив начальником повіту в Шаньсі, а потім перейшов на підвищення в Міністерство чинів на посаді юаньвайлан. У нього було 4 наложниці і 11 синів, які утворили розгалужений клан успішних чиновників та інтелектуалів. Коментарі Гу Дінцзи (1615-1673) до творів Хань Юя і Гу Силі (1665-1722) до «Ши цзину» були включені в імператорську бібліотеку-серію «Сику цюаньшу». Імператор Кансі під час подорожі в Цзяннань, назвав Гу Силі «першим з місцевих вчених». Однак до кінця XVIII століття рід занепав, і в ньому більше не було успішних чиновників. Дід майбутнього історика-представник четвертого покоління Гу Чжії (1844-1909)-знову удостоївся першого наукового ступеня, проте через Тайпінського повстання втратив все і працював аптекарем. У його старшого сина Гу Цзицю 8 травня 1893 року в сімейному будинку «Хуаюань» в провулку Сюаньцяо народився його єдиний син, названий Сункунь (кит. 诵坤). Мати-уроджена Чжоу Куньхе-померла від сухот, коли синові виповнилося 6 років.
В автобіографії Гу Цзеган зазначав, що дитинство його було безрадісним, а відносини з вимогливим батьком — складними. Мати також була сувора зі своїм сином, і одного разу побила його за нічне нетримання сечі. Найбільшу роль в його первісному вихованні та освіті зіграла бабка, уроджена Ван (вона померла в 1900 році); в спальні якої він ночував до 18-річного віку. Головний вплив на становлення Гу — інтелектуала, надав бездітний дядько Гу Цзипань — брат батька. Він, зазначивши, що у талановитого племінника слабке здоров'я (до свого восьмиріччя той тричі опинявся при смерті), стежив за режимом харчування і фізичною активністю. Зворотним боком тотальної опіки і виключно інтелектуального розвитку стало те, що навіть у зрілі роки Гу Цзеган був абсолютно безпорадний з побутової точки зору. Освіта його являло собою суміш традиційних методів і впроваджуваного Європейського виховання. Гу Цзеган рано навчився читати, і рідні не шкодували коштів на поповнення його бібліотеки. Уже в дворічному віці мати і бабка вчили його по «Троєсловію» і «Тисячослів». Після того, як він освоїв грамоту, в 1896 році дядько взявся наставляти його по антології «категорії віршів», але Гу Цзеган тоді ще не розумів їх. Тоді він дав племіннику для заучування напам'ять поеми про астрономію та географію. Першим учителем став Дід — Гу Чжії, який вважався великим знавцем словника «Шовень», і прищепив онукові любов до історії. У 1898 році дід найняв вчителя (ім'я його не збереглося) для занять «Четверокнижием», почавши з канону «Да Сюе», а по «Чжун юну» наставляв сам. Для загального розвитку 5-річному Гу Цзегану давали читати «Опис світу» японця Окамото і переклади на китайську мову газети «Таймс» (Ваньго Гунбао), що випускається англійським місіонером Тімоті Річардом. До 6-річного віку Гу-молодший вивчив напам'ять «Луньюй» і вже дорослим говорив, що його фрагментарність була дуже нелегкою для такого юного розуму. Тоді ж він освоїв «Мен-цзи», який з усього класичного канону подобався йому найбільше. У 1901 році настала черга «П'ятикнижжя», причому якщо «Цзо чжуань» породив «почуття краси історії», то «Ши цзін» викликав огиду. Нарешті, батьки стали виписувати 9-річному синові журнал «Новий народ», що випускається в Японії Лян Цічао, що сильно сприяло зростанню бунтарства і одночасно прищепило почуття стилю, оскільки Гу Цзегана стали навчати мистецтву восьмичленних творів.
З 11-річного віку його відпускали в книжкову крамницю самостійно, і в середньому він купував по 500—600 томів на рік, не бажаючи бути залежним від публічної бібліотеки; до того ж, Сучжоу і на початку XX століття ще залишався центром традиційної книжності. Переважно, він керувався каталогом видавництв «Хубей гуаньшу» і «Шан'у іншугуань»; в числі придбаних книг була перекладна «Історія цивілізації Заходу». До 12 років Гу Цзеган одночасно осягав «Лі Цзі», філософію Чжу Сі і Лян Цічао, і виписував журнал «Дунфан цзачжі». Після скасування державних іспитів в 1905 році, його віддали в середню китайсько-європейську школу Сучжоу (苏州中西学堂), в якій навчання йшло в руслі Західного («наукового») методу, втім, дорослий ГУ Цзеган характеризував школу як «місце, в якій вбивали китайську молодь». Далі він відновив з Дідом заняття «П'ятикнижжям» (аж до його смерті в 1909 році), захопився «Шан шу», який вперше міг прочитати усвідомлено, але «Чжоу і» викликав у Гу огиду. Постійне читання газети "національна культура «та відкриття праці Тань Ситуна „Жень Сюе“ у 19-річному віці остаточно сформували радикальні прагнення молодої людини.

### Соціалістична партія. Вища освіта (1912—1920)

#### Залучення в політику

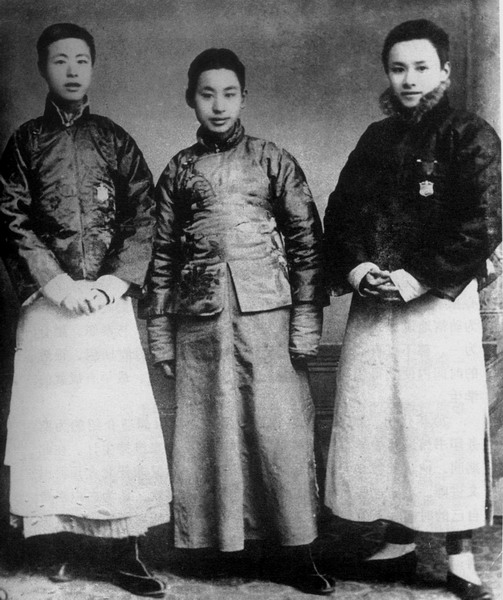
Гу Цзеган, Е Шентао і Ван Басян в рік вступу в Соціалістичну партію (1912)

До початку Сіньхайської революції і закінчення школи Гу Цзеган в політичному відношенні залишався монархістом, чому сприяв вплив Лян Цічао, а також загальна консервативність його рідних і шкільного начальства. Практично єдиним джерелом, який дозволяє судити про його перехід на соціалістичні позиції, є власні спогади Гу Цзегана різних років, які могли бути Спотворені за давністю часу або відповідати поточному політичному моменту. Очевидно, що переломним для його настроїв виявилося Учанське повстання жовтня 1911 року, з яким майбутній вчений зіткнувся через пресу. Його дружина У Чженлань (вони були заручені з 1906 року і одружилися в 1910 році) опублікувала в газеті „Times для жінок“ (妇女时报) передову статтю „жінка і революція“, в якій відстоювала повне рівноправність жінок, закликала дарувати їм не тільки виборче право, а й право військової служби. Сам Гу Цзеган в автобіографії писав, що революція сколихнула надії позбутися гніту іноземної династії, сімейного диктату і влади грошей. Сам він прийшов у революцію в результаті співпраці з газетою» «незалежність народу» (民立報). На думку Лі Цзяжуна, під «соціалізмом» в той час Гу Цзеган розумів анархізм, який широко поширювався в Китаї. У січні 1912 року в Сучжоу був заснований філія Всекитайської Соціалістичної партії, на установчому засіданні якої був присутній Гу Цзеган і його товариші по школі — майбутній письменник Е Шентао і історик Ван Басян, який і запропонував піти; разом же вони вступили в партію. На засіданні виступав голова партії-Цзян Канху. Гу Цзеган став співробітником відділу пропаганди, і однією з перших його публікацій стала об'ємна стаття «Соціалізм і ідея держави», що публікувала з продовженням в «Соціалістичному партійному щоденнику». З цієї статті випливає, що 19-річний Гу Цзеган вважав головним орієнтиром для розвитку Китаю сусідню Японію, протиставляв націоналізм і інтернаціоналізм, а також цитував Тань Ситуна, коли обґрунтовував нераціональність держави. Втім, період захоплення анархізмом виявився дуже недовгим. Коли Цзян Канху перейшов на бік Юань Шикая, і в партії стався розкол, Гу Цзеган пішов за ним. Можливо, позначився і вплив голови Сучжоу відділення Чень Ілуна. Первісний ентузіазм поступово згасав, партія переживала занепад. У середині 1912 року Гу Цзеган допомагав Чень Ілуну у створенні відділень у Тяньцзіні та Пекіні. Там же відбулося знайомство з Лу Синем, який тоді перебував у соціалістичній партії. Після перевороту Юань Шикая в 1913 році, партія була розпущена.

#### Пекінський університет
Навесні 1912 року з волі батька Гу Цзеган вступив на підготовче відділення Пекінського університету. Е Шентао всіляко радив йому приносити користь суспільству і вибрати факультет сільського господарства. Сам Гу Цзеган переживав важку депресію, і глибоко занурився у вивчення доктрин буддизму, а також намагався відволіктися, відвідуючи театральні вистави. Він захопився новим театром європейського типу, і в його щоденнику не менше 20 000 ієрогліфів були присвячені опису вражень. Лі Цзяжун зазначив, що з ряду причин Гу Цзеган в наступні роки уникав згадувати про свій інтерес до буддизму, і заперечував це віровчення в автобіографії. Однак у передмові до «Критики давньої історії» 1926 року, історик прямо писав про сповідання буддійської віри, і що саме вона стала причиною його вступу на філософський факультет. Ля Цзяжун зазначав у цьому контексті, що соціальний ідеал Цзян Канху іноді описувався в буддійській термінології, А членом Соціалістичної партії складався і Тайсюй. До занять в бакалавраті Гу Цзеган приступив тільки в 1916 році; у списку зарахованих він стояв на п'ятому місці. Тривалість навчання в університеті (7 років) пояснювалася тим, що через важкі захворювання він переривав заняття в 1915 і 1918 роках. Головним орієнтиром для його подальшого розвитку стали лекції Чжан Бінліня; з його публікаціями емігрантського періоду Гу був знайомий ще в шкільні роки, але не міг тоді оцінити по достоїнству. Систематичність мислення і чітка цілеспрямованість Чжана потрясли молоду людину, і ще під час перебування на підготовчому відділенні він попросився до нього в учні. Ці відносини зіграли ключову роль в його становленні як професійного історика. В цей же час він вперше прочитав трактат Кан Ювея «Дослідження підроблених канонів Синського вчення», і звернувся до наукової критики конфуціанських канонів. На початку 1917 року ректором Пекінського університету став Цай Юаньпей, який взявся провести реформу освітнього та наукового процесу. На факультет були прийняті як новатори і радикали різних шкіл-Ху Ши, Чень Дусю, Лі Дачжао; так і консерватори — Лян Шумин, Гу Хунмин, Лю Шипей, напружені дискусії між якими визначали клімат на факультеті. Сусідом Гу Цзегана по кімнаті в гуртожитку став Фу Сінь; його товариші видавали журнал «Нові ідеї» і активно пропагували переклад літератури на мову байхуа. У січні 1918 року Гу Цзеган опублікував в ньому своє перше повноцінне дослідження — статтю «Старе і нове», яку потім переробив і публікував під назвою «Недавні зміни в академічних колах Китаю». У цій статті Молодий вчений доводив, що китайська і європейська думка розвивалася в одному і тому ж напрямку, і огульне заперечення національної культури настільки ж згубно, як і сліпе слідування авторитетам минулого. До цього ж часу відносилося знайомство і перша дискусія з лінгвістом Цянь Сюаньтуном, який на той час був активним пропагандистом есперанто. У серпні 1918 року в Сучжоу від туберкульозу померла дружина Гу Цзегана, який звинуватив свого батька в тому, що той вчасно не звернувся за медичною допомогою. Ці переживання відбилися в ряді публікацій про традиційне мислення в журналі «Синь ціннянь». Переживаючи кончину дружини (Ван Басян запросив його до себе, щоб відволіктися), Гу Цзеган закупив 1500 томів книг, і наробив багато боргів, з якими не міг розплатитися.
На відміну від більшості своїх однокашників по університету, Гу Цзеган не брав участі в «Рухі 4 травня» 1919 року, оскільки перебував на малій батьківщині, і не розглядав варіантів продовження навчання за кордоном. Після повторного одруження він витрачав по 10 годин на день на підвищення свого професійного рівня як історика, і благополучно закінчив Пекінський університет в 1920 році.

### Пекін-Гуанчжоу-Пекін (1920—1937)

#### Ера мілітаристів

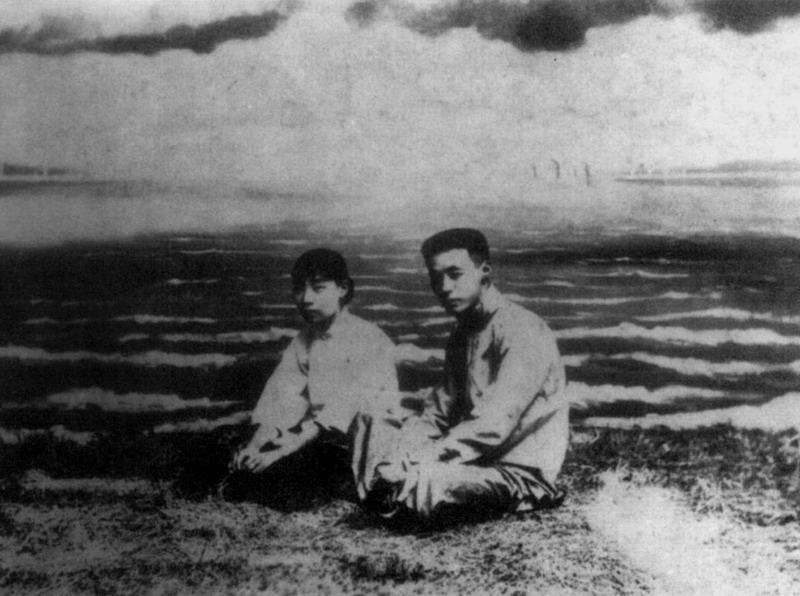
Гу Цзеган з дружиною Інь Люйань. Сучжоу, серпень 1920 року

Закінчивши Пекінський університет, 27-річний Гу Цзеган був залишений в ньому бібліотекарем. Ху Ши запропонував йому написати передмову до класичного роману «Річкові заплави», що вперше звернуло увагу Гу Цзегана на те, що до історичного матеріалу також можна докладати літературознавчі підходи і розглядати історію як сюжет. Взимку Ху Ши запропонував йому працювати над трактатом ранньоцинського мислителя Яо Цзіхена «Дослідження підроблених книг давнини і сучасності» (古今伪书考) і спробувати генералізувати його метод розпізнавання лінгвістичних підробок. На наступний рік Гу Цзеган поєднував посаду бібліотекаря і асистента кафедри китайської мови, у знову відкритому в січні 1921 року Інституту китайських досліджень. У цей період дослідник остаточно сформулював завдання критичного дослідження корпусу першоджерел з найдавнішої і давньої історії Китаю. Не залишав він і занять романом «Сон у червоному теремі», про зміст, авторство і стиль якого інтенсивно дискутував (особисто і по листуванню) з Ху Ши і Юй Пінбо. Дані матеріали були опубліковані лише на початку 1980-х років. Починаючи з 1922 року Гу Цзеган почав регулярно вести докладні щоденникові записи, які практично не переривалися в наступні півстоліття. Втім, через власне нездоров'я і хвороби рідних, Гу провів на батьківщині в Сучжоу, і заробляв на життя складанням підручників з історії та китайської мови для видавництва «Шан'у іншугуань». Паралельно, він зіставляв взаємне цитування в «Шан шу», «Ши цзіні» і «Лунь юй», і виявив неоднорідність їх тексту і поступовість його складання. Відбулося також знайомство з Ван Говеєм; їх листування із зазначених питань було опубліковане в 1983 році.

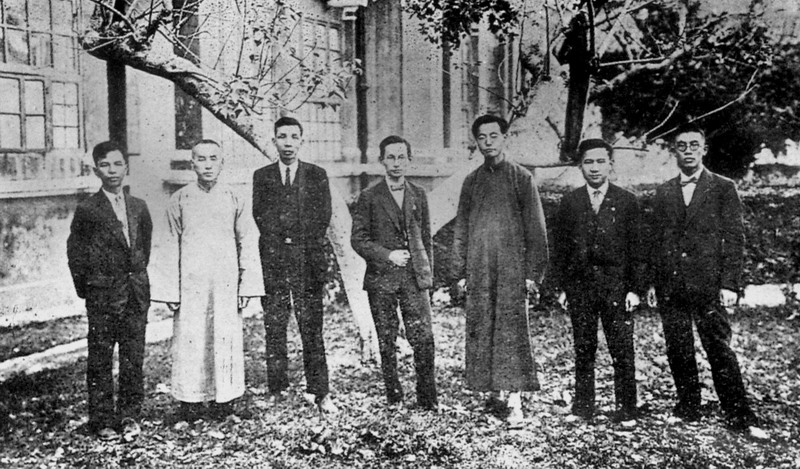
Гу Цзеган (третій праворуч) серед співробітників відділення археології університету Сунь Ятсена. Фото 1928 року

У 1923 році Гу Цзеган опублікував свою першу статтю з проблем давньої історії, що увійшла потім в «Критику стародавньої історії». Тут була вперше запропонована теорія стадійного формування історіографії китайської давнини. З грудня 1923 року Гу Цзеган повернувся на роботу в Пекінський університет і негайно вирушив на археологічні розкопки в Хенань. У 1924 році був прийнятий доцентом дослідницького інституту і призначений редактором університетського щоквартальника по розділу етнографії та фольклору. За сумісництвом працював у середній школі «Кунде» при університеті. У 1925 році видаваний ним журнал «Фольклористика» став тижневиком; активної участі в подіях 30 травня він не брав. З 1926 року почалося видання «Критики стародавньої історії», якій було надіслано велике передмову з описом методології її вивчення. Книга викликала сенсацію в інтелектуальних колах, і Гу Цзеган був запрошений в університети Шанхаю і Сяменя, поєднуючи курси лекцій і відвідування древлехранилищ. Ще в Пекіні відбулося знайомство з американським місіонером і синологом Артуром Гуммелем. Лоренс Шнейдер зазначав, що у активності Гу Цзегана цих років була і суто зовнішня причина: конфлікт Фен Юйсяна, У Пейфу і Чжан Цзоліня, який уверг Пекін в хаос і призвів до третьої війни Чжилійського і Фентянського угруповань.
Відносини з колегами, в тому числі знаменитими, складалися нелегко. Коли Гу Цзеган намагався влаштуватися в Сямені, в університеті вже працював Лу Сінь, який сприйняв його вкрай вороже, через призму приналежності до «кліці Ху Ши». До того ж вони абсолютно розходилися в політичних симпатіях: Гу Цзегана дратували студентські хвилювання, Лу Сінь не приховував симпатій до лівих, до того ж, після арешту кількох своїх учнів він розчарувався в гоміньданівській революції. В результаті Лу Сінь вже через семестр вирушив на південь — до Гуанчжоу та Університет Сунь Ятсена (Гуанчжоу). У квітні 1927 року туди отримав запрошення і Гу, який до жовтня закуповував відсутні книги для його бібліотеки, робив це він у себе на малій батьківщині. Тоді ж в одній з газет Ханькоу з'явилася стаття (за підписом одного з учнів Лу Сіня), в якій Гу Цзеган був звинувачений в тому, що він служив в Сямені радників влади і відповідальний за криваве придушення студентських виступів і відрахування політично неблагонадійних. Гу Цзеган прямо звернувся до Лу Синю, і зажадав спростування, погрожуючи навіть порушити позов про наклеп (втім, до суду справа так і не дійшла). З жовтня Гу Цзеган зайняв посаду професора і декана історичного факультету університету Сунь Ятсена. Великим потрясінням для вченого стало самогубство Ван Говея, пам'яті якого він присвятив велику статтю-некролог, опубліковану в журналі «Веньсюе чжоубао» на початку 1928 року. Вона стала одним з найрадикальніших і відвертих виразів світогляду Гу Цзегана того часу. Некролог починався з осуду комуністів, які стратили відомого бібліографа Е Дэхуэя за його участь у справах Пекінського уряду, але також і гоміньданівського влади, які конфіскували спадкову власність Чжан Бинлиня в Чжецзяні як «мілітарного поплічника». Однак далі Гу стверджував, що у Ван Говея не було реальних причин позбавляти себе життя: це було б нісенітницею з політичної точки зору, не було і безпосередніх особистих причин для такого фатального кроку. Тому Гу Цзеган описав його долю в літературознавчих термінах: першопричиною відчаю і самогубства Ван Говея стало загальне становище вчених в Китаї 1920-х років. Якби він мав справу, яка приносила йому інтелектуальне задоволення, він міг би змиритися з матеріальними труднощами. Рівним чином, Гу наполягав, що вчений і викладач повинен бути поза політикою, і не зобов'язаний бути примушений ніким (як студентами, так і адміністрацією) складатися в будь-якій партії, або нести за це відповідальність, якщо вона не відбивається на його професійних обов'язках. У той же час, вчений не є вищою істотою, замкненим від усіх в «вежі зі слонової кістки», хоча Ван Говей особисто сповідував саме такі погляди. Таким чином, Гу Цзеган вперше озвучив свою улюблену ідею, що головною функцією інтелектуала є служіння суспільству, і що вироблена ним робота повинна бути зрозуміла і близька широким масам і служити для їх розвитку.

### «Нанкінське десятиліття»

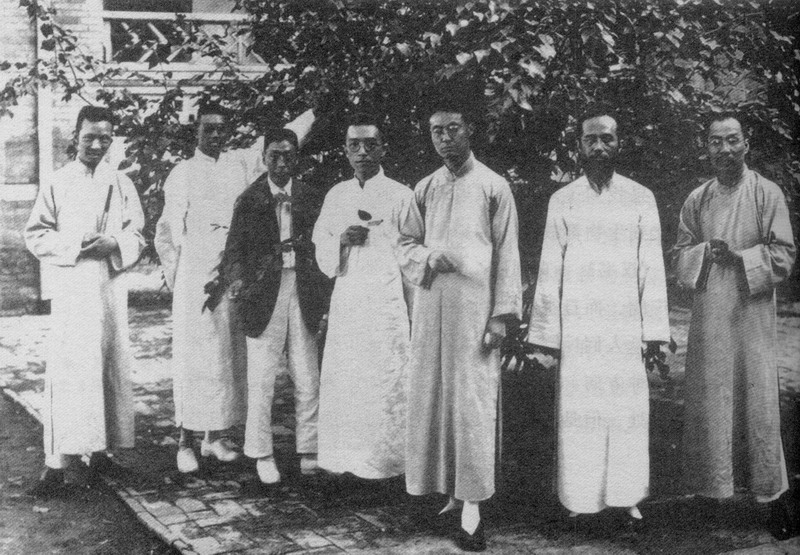
Співробітники «Яньцзинського журналу китаєзнавства». У центрі Ху Ши і Гу Цзеган

Придбавши всекитайську популярність, в грудні 1928 року Гу Цзеган був запрошений на посаду директора новостворюваного Інституту літератури та історії Academia Sinica, проте через конфлікт з Фу Синянем відмовився від цієї посади. У лютому 1929 року він повернувся до Пекіна і зайняв місце наукового співробітника Гарвард-яньцзінського інституту і професора історії Яньшанського університету; також увійшов до редколегії «Яньцзінського журналу китаєзнавстваzh». У старій столиці він познайомився з Цянь Му. У період 1929-1930 років розгортався конфлікт Гу Цзегана з Ху Ши — як на академічному ґрунті, так і з політичних мотивів. Ху Ши, активно займаючись критикою суньятсенізму, звинуватив Гу Цзегана в проповіді елітизму, і заявив, що написаний ним підручник з найдавнішої історії Китаю слід вилучити, а видавництво оштрафувати на мільйон юанів. Гу Цзеган, нібито, відкинув академічну науку на користь давньокитайської міфології, і займався її активним тиражуванням. Ні до яких наслідків це не призвело, хоча Л. Шнейдер і зазначав, що якість тексту в підручнику Гу Цзегана була така, і висновки подавалися так ненав'язливо, що його пропустила навіть цензура реакціонерів-мілітаристів Цао Куня і у Пейфу; на щастя, Ху Ши не згадував про це.
У цей період Гу Цзеган викладав, переважно, джерелознавство давньої історії Китаю, і бібліотечну справу. Складався він також у Комітеті з поповнення фондів університетської бібліотеки. Після закінчення контракту в Яньшанському університеті, в 1931 році Гу Цзеган знову став науковим співробітником Гарвард-яньцзінського інституту. Перебуваючи у відділі археології, він об'їздив розкопки Хебея, Хенані, Шеньсі і Шаньдуна, а з вересня став читати лекції на історичному факультеті Пекінського університету і увійшов до складу комісії із закупівлі стародавніх книг Пекінської Національної бібліотеки. Його історичні праці цього періоду, переважно, публікувалися у складі чергових томів «Критики давньої історії». У 1932 році був направлений для закупівлі книг в Ханчжоу, і затримався там через спроби японців захопити Шанхай. У 1933-1934 навчальному році Гу Цзеган читав курс історіографії династій Цинь і Хань в Яньшанському університеті. Його лекції для Пекінського університету в 1950-і роки були опубліковані під назвою «Коротка історія династії Хань». Тоді ж він опублікував відому монографію «Алхіміки Цинь і Хань», яку багаторазово переробляв і перевидавав аж до початку 1980-х років. Дослідження за періодом Чуньцю утворили четвертий том «Критики давньої історії», редактором-упорядником якої став Ло Геньцзе. У той же період Гу Цзеган вперше став займатися історичною географією.
У січні 1933 року Шанхайський журнал «Дунфан цзачжі» опублікував новорічну добірку відповідей представників інтелектуальної еліти на питання про майбутнє. Опитування було проведено серед 400 найбільш впливових інтелектуалів Китаю того часу (включаючи професуру, банкірів і міністра закордонних справ), анкету отримав і Гу Цзеган; всього було отримано 160 відповідей, з яких 142 були опубліковані. Анкета включала всього два питання: «яким пан мріє бачити майбутній Китай? Які мрії у пана щодо власного життя?». Професор Гу заявив, що мріє про ті часи, коли в Китаї не залишиться наркоманів, буде ліквідована деспотична сімейна система, буде заохочуватися міграція і кожен отримає професію, а інтелігенція «піде в народ». У тому ж опитуванні Лао Ше заявив: «у мене немає великих надій на майбутнє Китаю, уві сні я також нечасто бачу державу в рожевому кольорі»; його особиста мрія була геть позбавлена як глобалізму, так і соціального змісту: «добре, якби вдома жила маленька біла кішка, яка народила б двох-трьох білих кошенят». Професор Фуданського університету, перекладач і творець журналістської освіти Се Люі прямо сказав, що мріє «в красивому парку читати хороші книги, щоб при цьому ніхто не лаяв його за відсутність „революційності“. Лу Сінь присвятив цьому проекту окрему статтю, в якій висловив різке неприйняття всякого роду соціальних мрій, які, в кінцевому підсумку, грають на руку „капіталістам“.
У 1935 році Гу Цзеган за контрактом з Яньшанським університетом отримав право на оплачувану річну відпустку (після 5 років, відпрацьованих на посаді). Був опублікований п'ятий том „Критики стародавньої історії“, а також Історія періоду Чуньцю, лекції для Пекінського університету. Історик взяв участь у редагуванні зібрання творів Цуй Дунбі. У 1936 році він був обраний деканом історичного факультету Яньшанського університету і головним редактором історичного журналу Пекінського університету; в обох вузах в тому навчальному році він читав курс з історії періоду Чуньцю. Гарвард-яньцзінський інститут опублікував також загальний індекс Гу Цзегана до „Шан шу“. У 1937 році він познайомився з японським синологом Такео Хіраока, і в травні був обраний головою Товариства фольклористів.

### Роки японо-китайської війни, громадянських конфліктів і створення КНР (1937—1953)
Після початку японо-китайської війни Гу Цзеган був евакуйований в Суйюань, а далі вирушив до Ланьчжоу, оскільки був призначений головою інспекції освіти китайського Північного Заходу, що фінансується Великою Британією. Закінчивши справи, і активно збираючи сучасний фольклор, в 1938 році Гу Цзеган переїхав до Куньмін і зайняв пост професора Юньнанського університету. Шостий том „Критики стародавньої історії“ був опублікований цього року в Шанхаї. У вересні 1939 року його запросили професором Університету цілу в Ченду. Протягом 1940 року він залучався Міністерством освіти Китайської Республіки для обстеження стану старожитностей Сичуані, а також став членом Комітету з історичної географії. У березні 1941 року Гу Цзеган став головою новоствореного товариства з вивчення кордонів Китаю. У червні 1941 року його перевели в тимчасову столицю Китаю — Чунцін, де він став заступником головного редактора журналу „Веньши“, і працював в евакуйованому з Нанкіна університеті Чжунхуа на умовах погодинної оплати, читаючи на історичному і філологічному факультетах. У 1942 році він був обраний ординарним професором Університету Чжунхуа і введений у видавничий комітет. У 1943 році Гу Цзеган раптово овдовів у розпал підготовки створення китайського історичного товариства, головою якого був обраний. У 1944 році він втретє одружився і був обраний професором евакуйованого Фуданського університету, не припиняючи активної редакційно-видавничої роботи.
У 1946 році Гу Цзеган був відряджений до Пекіна (тоді Бейпін) для оцінки збитку, який завдали Японські загарбники Національній бібліотеці. Він також планував відтворити товариство „Юйгун“. Цього року було засновано видавництво „Великий Китай“, генеральним директором якого був призначений Гу Цзеган. Він займав цей пост до 1953 року. Основний заробіток приносило викладання: після закінчення евакуації, історик повернувся до рідного Сучжоу, де в листопаді 1946 року влаштувався в Інституті соціальної освіти, паралельно був обраний деканом в Ланьчжоу. У 1947 році через зайнятість пішов зі штатної посади в [[Фуданський університет|Фуданському університеті, в основному викладав у Сучжоу. Міністерство освіти в Нанкіні залучило його для розробки типових навчальних планів початкової та середньої школи. Коли було засновано Товариство заохочення народного читання, Гу Цзеган був обраний його головою. У березні 1948 року через безробіття Гу переїхав до Шанхаю, а в червні-грудні як запрошений фахівець працював у Ланьчжоу, а далі повернувся до Шанхаю. Сімейним притулком став будинок 35 на вулиці Шаньіньлу. Головним досягненням Гу Цзегана стало його обрання дійсним членом Академії наук Китаю по відділенню гуманітарних наук. Викладав він також і в Університеті Аврори. Протягом 1949-1950 років він був обраний до Комітету з культурних реліквій Шанхаю та міського відділення Товариства нової історії. У травні — червні 1950 року Гу Цзеган написав свою другу автобіографію обсягом 50 000 ієрогліфів, яку озаглавив „Автобіографія вченого цього століття“ (世纪学人自述); у світ вона вийшла тільки в 2000 році. У тому ж 1950 році він був обраний членом провінційних зборів народних представників від Сучжоу. У 1951 році остаточно було націоналізовано і конфісковано видавництво „Чжунготу шуцзюй“, засновником і директором якого Гу Цзеган був з 1926 року. В результаті його примусили брати участь в ідеологічній кампанії „проти трьох зол“ (імперіалізму, феодалізму, бюрократичного капіталу), піддавши „критиці і самокритиці“; викладання перервалося ще в березні у зв'язку з переходом вищої школи КНР на нові навчальні програми з ідеологічно вивіреним змістом. Втім, вже в кінці року він був включений до складу комісії з культурного будівництва в Сучжоу. У 1952 році Гу Цзеган повернувся на штатну посаду в Фуданському університет, і був обраний головою Шанхайського відділення китайського історичного товариства. У 1953 році був закінчений „Атлас історії Китаю“, одним з головних консультантів і редакторів якого був Гу Цзеган.

### Інститут історії Академії наук (1954—1971)

#### Науковий співробітник Академії
У серпні 1954 року Гу Цзеган був переведений на посаду наукового співробітника Інституту історії Академії наук в Пекіні, який залишався основним місцем його роботи до самої смерті. Переїзд з Шанхаю відбувся з 14 по 25 липня; перед цим Гу Цзеган відвідав малу батьківщину в Сучжоу. Найголовнішою проблемою була упаковка домашньої бібліотеки, а також переміщення 225 ящиків з півсотнею тисяч томів і їх розміщення. Будинок розташовувався в Цяньнянь-хутуні. Вже в листопаді Гу Цзеган став головним коректором з пунктуації тексту „Цзи чжи тун цзянь“, нове наукове видання якого готувалося до друку у фірмі „Чжунхуа шуцзюй“.
У лютому — березні 1955 року Гу Цзегану довелося брати участь у компанії Академії наук з критики історіографії Ху Ши, в процесі якої постійно виникли нападки на його власний компендіум „Гу ши Бянь“. В ході критики Гу Цзеган категорично заявив, що не визнавав „феодальної історіографії“ і прагнув до розкриття об'єктивної істини, а текстологічні дослідження не мають з „феодальними пережитками“ нічого спільного. Після цього від академіка зажадали „викриття“ і „самокритики“ в письмовому вигляді і засудження Ху Ши, і піддали вкрай жорсткому опрацюванню на бюро єдиного фронту 26 березня. 4 січня наступного, 1956 року, остаточно було розгромлено товариство „Юйгун“, а його нерухоме і рухоме майно було націоналізовано і конфісковано.
У 1955 році історик був введений до складу Вченої ради Інституту, наступною його роботою стала пунктуація тексту „Ши Цзі“. Величезна ерудиція фахівця робила Гу Цзегана постійно затребуваним представниками суміжних структур: в 1957 році він був запрошений Інститутом географії для корекції номенклатури атласу історичної географії і підготував хрестоматію давньокитайських географічних творів. У лютому 1958 року Гу Цзегана включили в групу з підготовки до видання стародавніх книг, створену на рівні Держради КНР. У тому ж році він був призначений главою Китайської асоціації народної літератури. Брав участь він і у святкуванні 100-річчя Кан Ювея, і 24 березня був запрошений в будинок його дочки Кан Тунбі. З 1959 року його головною роботою стала підготовка зведеного видання тексту „Шан шу“ з пунктуацією і коментарями. У той період він ще міг спілкуватися з іноземними колегами: у листопаді 1961 року Пекін відвідала делегація АН СРСР, у складі якої був Б.Л. Рифтін, який поспілкувався з Гу Цзеганом. У травні він обійняв посаду заступника голови дослідницького комітету НПКРК з історії культури. Паралельно Гу Цзеган почав інтенсивну роботу над текстом своїх спогадів, зокрема, нотаткам про Цай Юаньпея. Навесні 1964 року він повернувся до викладацької роботи на факультеті класичної літератури Пекінського університету, де прочитав курс лекцій про конфуціанську класику. У 1965 році стан здоров'я Гу Цзегана зробилося критичним (симптоми включали кривавий кал), причому госпіталізація в січні — лютому не виявила серйозних відхилень. У березні він відновив заняття в Пекінському університеті, а в червні — серпні працював у бібліотеках Шанхаю, і відпочивав на морі в Ціндао. Після повторної госпіталізації в жовтні виявилося, що причиною симптомів була кіста, і 73-річний вчений був прооперований; відновлення в санаторії „Сяншань“ зайняло всю першу половину 1966 року. Незважаючи на всі недуги, він неухильно продовжував редакторську роботу над текстом „Шан шу“.

### „Велика пролетарська культурна революція“
Судячи із записів у щоденнику (іноді у вигляді алегоричних віршів), Гу Цзеган відмінно розумів сенс почалася „Культурної революції“. У серпні 1966 року робоча група інституту во „Шан шу“ припинила свою роботу. 22 серпня хунвейбіни оголосили Гу „буржуазно-реакційним академічним авторитетом“, проте він з принципу продовжував щодня приходити на роботу в Інститут історії. 25 серпня квартира вченого була розгромлена хунвейбінами-школярами, загинуло багато листів і фотографій, а 29 числа група культурної революції Академії наук опечатала бібліотеку вченого, в якій було не менше 70 000 цзюанів, і тим врятувала її від знищення; однак користуватися книгами стало на довгий час неможливо. Писати доводилося в шкільних зошитах, які Гу Цзегану передавали діти від останнього шлюбу. Після пережитого, сильно погіршився стан здоров'я Гу Цзегана, і в листопаді він пішов у відпустку для лікування. Він заборонив рідним знищувати матеріали сімейного архіву, і спробував передати їх в історичне товариство. 1967 рік для вченого ознаменувався важкою депресією, але, незважаючи на неможливість систематичної роботи, обов'язкове відвідування зборів для вивчення ідей Мао Цзедуна, самопокаяння і триразову госпіталізацію, Гу Цзеган наполегливо займався осмисленням „Шан шу“. У грудні збережені у нього записи історичних праць були вилучені „для розгляду“. У січні 1968 року Гу Цзегана госпіталізували з діабетичним кризом, але він вижив. 10 травня в Інституті було організовано збори для „критики“ його праць, що сильно погіршило стан здоров'я історика: підвищився рівень цукру в крові, шкіра покрилася висипом. У жовтні в будинку в черговий раз був обшук, а всі накопичені на той час рукописи і матеріали знову були вилучені. Через стрес, він насилу міг пересуватися. До листопада 1969 року до всіх захворювань Гу Цзегана додалася ще й астма. У серпні 1970 року велику частину фахівців Інституту історії відправили на „перевиховання“ в хенанські села, але Гу Цзегана не чіпали. В результаті переживань у нього сталося шлункова кровотеча, але Гу вижив і на цей раз. З березня 1971 року проявилися симптоми серцевого захворювання. Врятувало вченого клопотання Чжоу Еньлая, який запропонував здійснити сучасне видання „24 династичних історій“ з пунктуацією; 7 квітня цей план схвалив Мао Цзедун, а вже 29 квітня було скликано робочу нараду по „Цин ши гао“. Після цього Гу Цзеган був повністю реабілітований і міг повернутися до звичної діяльності, а також став інтенсивно клопотати за своїх колег — представників традиційних інтелектуальних кіл, яких можна було б залучити до видання. Однак потрясіння виявилося занадто велике, з 1 по 27 травня 1971 року Гу Цзеган провів у центральній пекінській лікарні. Відновившись, в серпні-вересні він інтенсивно працював на текстом „Історії династії Південна Ци“. З 3 вересня Гу Цзеган відновив ведення щоденника.

### Останні роки життя (1972—1980)

Гу Цзеган (сидить) і його учень Лю Ціюй під час роботи над текстом „Шан Шу“

1 січня 1972 року 80-річний Гу Цзеган був призначений Головою Комітету з сучасного видання „24 династичних історій“, яке завершилося в 1978 році. Вченому були повернуті конфісковані рукописи і бібліотека. Також він був обраний до ВЗНП четвертого скликання, який розпочав свою сесію цього року. Протягом року його госпіталізували чотири рази, але щоразу повертався до роботи. Стан його здоров'я залишався стабільно поганим, і госпіталізації поновлювалися в 1973 і 1974 роках. Розпочата „Критика Лінь Бяо і Конфуція“ викликала таке роздратування у Гу Цзегана, що він знехтувавши свою звичайну відчуженість від поточної політики, почав написання об'ємної статті про метод мислення древніх легістів і цілях їх діяльності. В результаті, до 1977 року це переросло в об'ємну книгу. Оскільки в 1975 році планувалося прийняття нової Конституції КНР, Гу Цзеган був зайнятий у громадській діяльності, і був делегатом на пленарному засіданні січневої сесії ВЗНП четвертого скликання. Повноваження голови видавничої комісії були продовжені. Відчуваючи, що слабшає, він всі сили кинув на переклад „Шан шу“ на сучасну китайську мову; ведення щоденника перервалося майже на три місяці. У грудні 1975 року Гу Цзеган знову був госпіталізований, виписаний в лютому 1976 року, і через 6 днів повернувся в лікарню до травня. Головною причиною стала важка стенокардія. У лікарні він займався поезією. Практично всю другу половину 1976 року Гу Цзеган провів в лікувальних установах, проте щоденник свідчить, що він не приховував радості від смерті Мао Цзедуна і арешту „банди чотирьох“. Протягом 1977 і 1978 роках Гу Цзеган по кілька разів госпіталізувався на тривалий термін, але щоразу повертався до роботи. Займався він і редакторською роботою, наприклад, над дослідженням рукопису» «історії династії Мін Цянь Шиміна». Після того, як гуманітарне відділення Академії наук КНР було перетворено в Академію суспільних наук, Гу Цзеган був переобраний на всі свої колишні посади. У 1979 році, після початку процесу над «бандою чотирьох», Гу Цзегану була замовлена передова стаття в газету «Гуанмін жибао» на тему історичної критики. Переобрали його і до складу ВЗНП п'ятого скликання, але травневу сесію він пропустив через чергову госпіталізацію. Проте, у вересні 1978 року він подав до Президії Академії суспільних наук план своєї майбутньої роботи, що включає три варіанти — на 3, 5 і 8 років.
В самому кінці життя Гу Цзегану сильно ускладнювала робота тремтіння в руках, яку успішно лікували голковколюванням. Робота над редагуванням сучасного перекладу «Шан шу» тривала. У 1979 році Гу Цзеган взяв участь у дискусії про найдавнішу назву китайської етнічної спільності «Ся» або «Чжунхуа». У лютому — березні вчений виступив у пресі: в Гонконгській «Дагунбао» опублікував спогади про старому Сучжоу, а в офіціозі «Гуанмін жибао» — спогади про Чжоу Еньлая. У березні 1979 року за завданням Пекінського комітету політичної консультативної ради Гу Цзеган взяв участь у конференції Про Рух 4 травня і Цай Юаньпее, і переглянув для перевидання свої давні публікації на цю тему. 4 травня 1979 року Гу Цзеган виступав на ювілейних зборах і читав свої мемуари. Був він Обраний і комісію з підготовки святкування 70-річчя Синьхайської революції. Під час тривалої госпіталізації в червні — липні, вчений, головним чином, перечитував давнє видання своєї автобіографії і вносив до нього поправки. В результаті, він не брав участі в жодній із сесій ВЗНП і НПКРК, делегатом яких був. Асоціація Демократичного національного будівництва Китаю обрала Гу Цзегана членом свого Центрального комітету, рівним чином, його обрали в своє керівництво кілька інших громадських організацій. В останній рік свого життя — 1980-й-Гу Цзеган практично не залишав лікувальних установ, і в цілому госпіталізувався п'ять разів. Незважаючи на те, що він майже не вставав з ліжка, вчений зберігав високий ступінь інтелектуальної активності, займався редагуванням і підготовкою нових публікацій. У березні його відвідала німецька дослідниця Урсула Ріхтер, яка займалася тоді темою дискусій про давню історію в КНР; вона ж вперше опублікувала короткий звіт про життя Гу Цзегана після заснування Нового Китаю. У квітні, незважаючи на неможливість фактичного керівництва, Китайське історичне товариство обрало Гу Цзегана своїм головою. До кінця 1980 року стан Гу Цзегана став критичним, останній щоденниковий запис обривається 18 грудня. Близько 21 години 25 грудня 1980 року вчений помер від ішемічного інсульту, заповівши передати своє тіло для медичних досліджень.

## Наукові погляди

### Дослідження «Шан шу» «Чжоу і» і «Критика стародавньої історії»

#### «Рух за нову культуру»
Історичні погляди Гу Цзегана невіддільні від «Руху за нову культуру». На думку Урсули Ріхтер, цей рух був відповіддю китайської інтелігенції на крах надій, пов'язаних з Синьхайською революцією. При цьому, на відміну від «Руху 4 травня 1919 року», у нього не було конкретного початку або кінця, так само, як і більшість учасників «Руху за нову культуру» чи усвідомлювали себе частиною єдиного цілого. Основною характеристикою цього явища було почуття історичного оптимізму і прагнення переглянути соціальну роль людей інтелектуальної праці; в інтелектуальному плані представників руху об'єднував скепсис по відношенню до конфуціанської традиції і відкритість до нових віянь, переважно, — західним. Серед предметів, що викликали гострі дискусії, були статус байхуа як літературної мови («Літературна революція»), «співвідношення» «науки» і «демократії», «матеріалізму» і «метафізики», а також можливість нової, соціально орієнтованої історичної науки і застосовність марксистського методу в умовах Китаю. В історичній сфері ці процеси були запущені дискусією Цянь Сюаньтуна і Гу Цзегана в 1923 році, яка в професійних колах справила велике враження, бо поставила під сумнів деякі основи традиційної картини історичного минулого. Пізніше теоретичні основи дискусії отримали назву «концепції недовіри до давнини».

#### Витоки історичного скептицизму

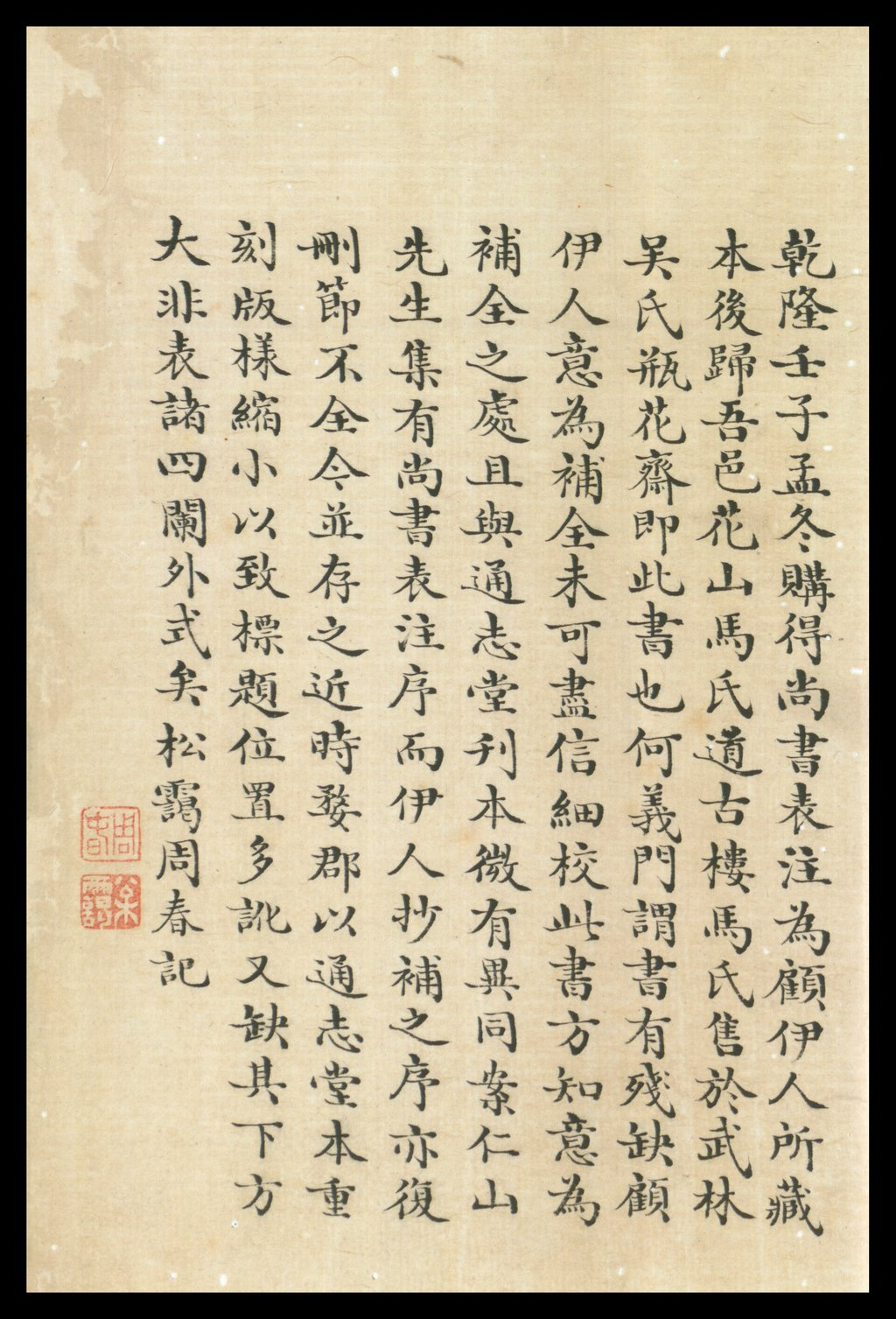
Сторінка видання "Шан шу, підготовленого Цзінь Люйсяном (1232-1303)

Формування історичного мислення Гу Цзегана здійснювалося на основі принципової розбіжності джерел: був вундеркіндом і вже в дитячі роки був глибоко занурений у світ традиційного конфуціанського канонознавства, виявивши протиріччя в класичних текстах. З 10-річного віку він читав історичні та філософські праці Лян Цічао, а також Кан Ювея, Янь Фу і Тань Ситуна; найважливішим з конфуціанських текстів, вивчення і осмислення якого зайняло все життя історика, був «Шан шу», початковим наставником за яким був рідний дід. Гу Цзеган рано зрозумів, що текст канону не був монолітним, а його сумніви були тільки підтверджені критиками епохи Цін. У перші роки він був змушений отримувати відомості про дискусії навколо «Шан шу» з вторинних джерел, головним чином, біографій вчених, оскільки оригінальні тексти канонознавців були недоступні в книжкових крамницях і бібліотеках Сучжоу. В університетські роки він активно розвивав відкритий ним метод на матеріалі літературних творів, головним чином, Юанської і Мінської драматургії. Однак в основному в Пекіні його оточували консерватори-неоконфуціанці, які не підтримували радикалізму в поглядах. Поворотним в плані визначення мислення Гу Цзегана стала дружба з Мао Цзишуем, який привів його на лекції Чжан Бінліня, оригінального мислителя, що поєднував ультралеві і ультраконсервативні погляди. Гу працював також з текстами Цуй Ши, Лю Чжіцзі і Чжан Сюечена, а інвективи Чжан Бінліня проти теорій Кан Ювея, спонукали Цзегана вивчати першоджерела, на які посилалися обидві сторони. Хоча майже релігійне схиляння Кана перед Конфуцієм Гу Цзеган ніколи не поділяв, він всемірно взяв на озброєння його критичний метод і наявність раціонального ядра в наборі текстів «древніх писемностей». Проте, в той період розвиток Гу Цзегана здійснювався випадковим чином, а тексти і коментарі потрапляли в його руки випадковим чином і в довільному порядку.
Звернення Гу Цзегана до дискусії щодо текстів здійснювалося в результаті роботи з коментарями до «Шан шу» Гу Яньу і Янь Жоцюя, який вони розглядали у версії «древніх письмен». Янь Жоцюй свого часу прийшов до висновку, що так званий «древній» (доханьскій) текст «Шу цзіна» був за фактом «фальсифікацією фальсифікації», бо існуючий в його час текст не міг скластися раніше IV століття нашої ери. У працях Чжан Сюечена Гу Цзегана зацікавила критика незацікавленості китайських книжників усної традиції і фольклору. У трактаті Яо Цзіхена «Гуцзінь вейшу као» (古今偽書考) прямо стверджувалося, що безліч «класичних» текстів, переданих традицією від Хань до Мін, є фальсифікованими; пропонувалася також класифікація і типологізація таких творів. Цуй Ши пішов ще далі, засумнівавшись в автентичності навіть ряду ханських текстів, на чиїй автентичності ґрунтувався у своїх судженнях Гу Яньу. Він вперше сформулював помічену ним закономірність: чим пізніше той чи інший першопредок-Патріарх, що відноситься до глибокої давнини, вперше згадується в джерелах, тим більше заявлена тривалість його життя і правління. Наприклад, Яо і Шунь не згадуються в «Ши цзіні», Шень-нун вперше згадується у Мен-цзи, а міфічний першопредок китайців Паньгу — взагалі не раніше ханської епохи. Історик в змозі визначити контекст епохи, оскільки кожен час накладає відбиток на стиль мислення і вираження сучасників. Кан Ювей зробив Історичні дискусії приналежністю актуальної Політики під час «Ста днів реформ». Раніше, в 1891 році, Кан опублікував «Дослідження підробленого канону Сіньського вчення», в якому обґрунтував, що Тексти «нових письмен» були за політичним замовленням Ван Мана фальсифіковані Лю Сінем. У трактаті Про Конфуцію 1896 року, Кан Ювей запропонував езотеричне тлумачення його вчення, згідно з яким першовчитель Китаю, отримавши Небесний мандат, не зміг стати правителем, але закодував своє справжнє вчення в літописі «Чуньцю». Кан Ювей в деяких деталях був ще більшим скептиком, заявивши, що Яо і Шунь були лише персоніфікацією основних конфуціанських чеснот.

#### На шляху до «Критики давньої історії»
У зимовий семестр 1917-1918 роках, Гу Цзеган разом з Фу Синянем відвідував лекції тільки повернувся з США Ху Ши, і став тісно з ним спілкуватися. Ху Ши всіляко підтримував у своїх колегах (Гу Цзеган був молодший за нього всього на два роки) смак до «сміливості гіпотез», втім, Гу не погоджувався ні з ним, ні з Фу Синнем в їх пристрасті до Заходу, хоча охоче освоював нові методологічні підходи. Найважливішим з них став історико-генетичний метод, який був переданий Ху Ши його американським учителем Дьюї, і застосовність його для розгляду цілих історичних епох і властивого їм менталітету, в дискурсивній перспективі. Власне, саме Ху Ши прив'язав традиційну (за династіями) хронологію Китаю до Західної періодизації «старовина — середньовіччя — Новий час — новітній час», яку повністю сприйняв і Гу Цзеган. У 1921 році він увійшов до редколегії книжкової серії «Зібрання праць з усунення фальсифікацій і встановлення автентичності» († , 10 томів, що вийшли в 1928-1935 роках), яка повинна була об'єднати всі найважливіші текстологічні твори епохи цін. Тоді-то Гу Цзеган поставив собі за мету одноосібно розкрити спотворення найдавнішої і давньої історії Китаю і реконструювати її в істинному вигляді.
Листування Гу Цзегана з Ван Босяном і Цянь Сюаньтуном 1922-1923 років документує розумову роботу історика в цей період, коли він звернувся до комплексного дослідження корпусу першоджерел. Листування з Цянь Сюаньтуном частково публікувалася в Шанхайському журналі «нулі чжоубао», саме там була сформульована ідея стадійного, «пошарового» формування корпусу першоджерел та історичних уявлень древніх китайців. Для суспільної свідомості 1920-х років це було виразом крайнього радикалізму, оскільки нікому не відомий молодий вчений наважився засумніватися в існуванні ключових культурних героїв. Наприклад, грунтуючись на етимології словника «Шовень», Гу Цзеган заявив, що Юй Великий, утихомирювач всесвітнього потопу в Китаї, і улаштовувач Піднебесної, був річковим тотемом, грунтуючись на схожості ієрогліфа імені зі знаками «рептилія» і «копито». Подальша робота в цьому напрямку дозволила Гу Цзегану виявити політичну природу міфологем древніх ідеальних правителів і культурних героїв; вони повинні були підтверджувати ідеологему конфуціанської імперії «відновлення давнини» (кит. трад. 复古, піньїнь: fù gǔ), а також претензій різних династій на володіння країною на основі доктрини єдності ханського народу і його інститутів. На думку Гу Цзегана, міф про моноцентризм і єдність коренів китайців, коренився в епосі Чжаньго, коли великі царства поглинали більш дрібні і поступово виникало завдання об'єднання всіх царств в єдину імперію. Імперська єдність вимагала міфу про першоправителя, такого як Хуан-ді.

#### Теорія історичної стратифікації, «ідоли» конфуціанської ортодоксії

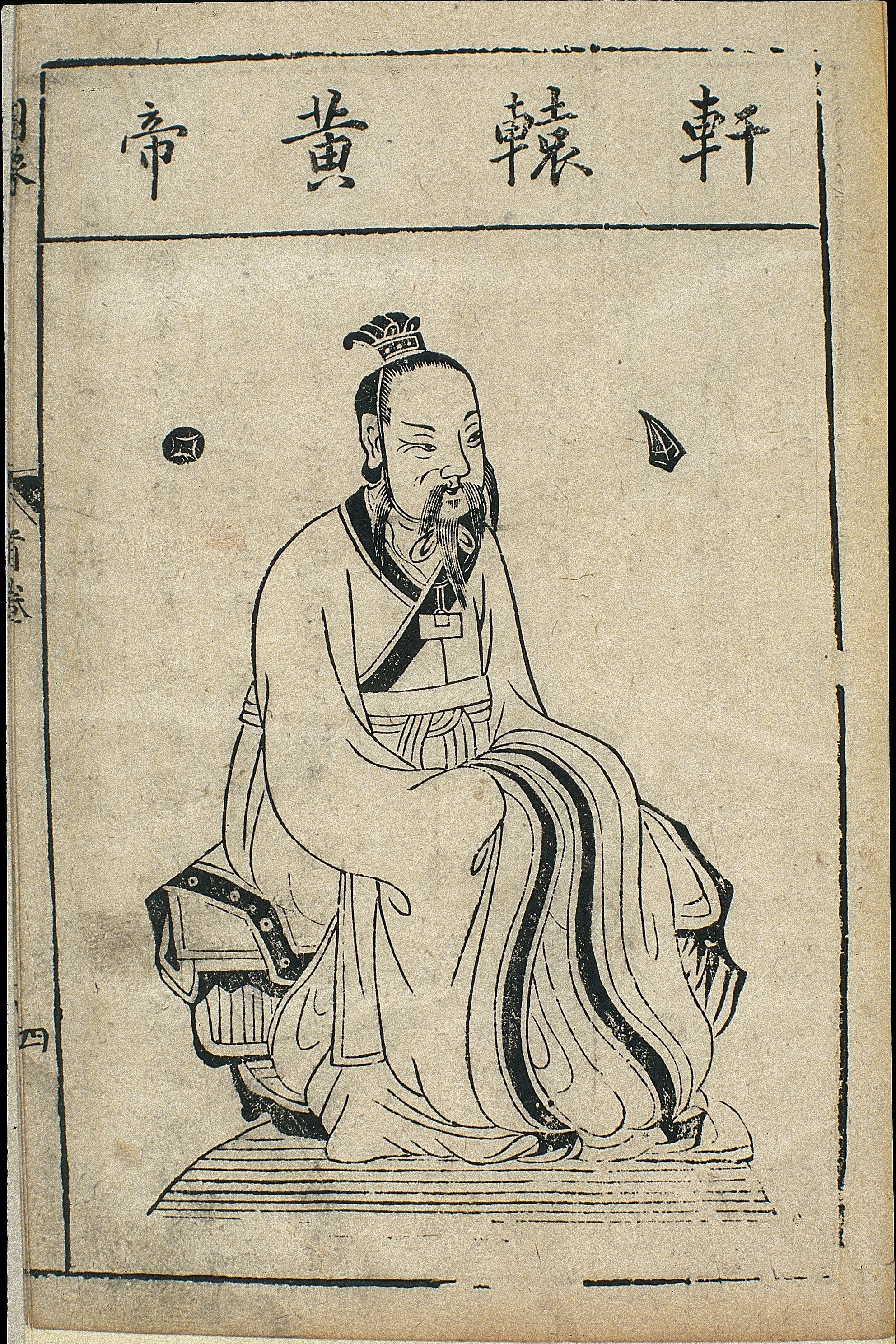
Ксилографічне зображення міфічного імператора Хуан-ді

На основі праць Гу Цзегана різних років, У. Ріхтер наступним чином формулювала його теорію стратифікації, тобто «пошарового формування історіографії Стародавнього Китаю» (层累地的的中国古史):
1. Чим пізніше з'являється міфологічний персонаж в літературних текстах, тим до більшої давнини відноситься час його діяльності. У текстах епохи Чжоу, найдавнішим з правителів вважався Юй, в епоху Чуньцю з'явилися образи Яо і Шуня, в епоху Чжаньго з'являються згадки про Хуан-ді і Шень-нуні. В епоху Цінь жовтий владика увійшов в сонм «трьох найясніших», поки в ханьску епоху не з'явився міф про Паньгу.
2. Чим пізніше склався міф, тим більш детальним він є, і тим більш значним зображується персонаж. У комплексі уявлень V століття до н. е. Премудрий Шунь практикував «недіяння». У розділі «Яо дянь» (堯典) «Шу цзіна», ядро якої, ймовірно, складалося в IV столітті до н. е., Шунь Представав як зразок конфуціанської етики, чесноти і самовдосконалення, одержувач «небесного мандата» від Яо, упорядкував свою сім'ю і всю Піднебесну. Не дивно, що в трактаті Мен-цзи, Шунь перетворюється в ідеальну модель синівнепочтітельной особистості.

На додаток до цих тез, Гу Цзеган сформулював визначення чотирьох «ідолів» (偶像) конфуціанської історичної ортодоксії, на яких ґрунтувався принцип «наступності вчення»:
1. Ідол расової єдності китайської нації і ханьців як її основи;
2. Ідол історичної безперервності китайської цивілізації, тісно пов'язаний з поняттями конфуціанської етики;
3. Ідол монархії як єдиний політичний принцип;
4. Ідол конфуціанського канону як єдиної основи науки і освіти.

Сформулювавши джерела спотворень, Гу Цзеган вважав це першим кроком для відновлення істинного вигляду китайської давнини (У.Ріхтер використовувала термін «гештальт»). Завдяки «фільтру» робиться можливим виділення функціональних структурних елементів в джерелах про китайську давнину, а статус канонічних текстів повинен бути змінений. Цянь Сюаньтун погодився з більшістю з них, і навіть уточнив деякі положення теорії Гу Цзегана. Не дивно, що радикально налаштовані інтелектуали підтримали теорію стратифікації (серед них було багато учасників «Руху 4 травня»), тоді як консерватори звинувачували Гу Цзегана в національній зраді, а один з них оголосив історика «одержимим демонами» і «осквернителем китайських старожитності». Найбільш глибоку критику теорії Гу Цзегана представив конфуціанець старшого покоління Лю Шаньлі в журналі «Душу цзачжі» (№ 10, 1923 рік). Він високо оцінив сміливість теорії Гу Цзегана і Цянь Сюаньтуна, а також за коректність використання західного критичного методу і скептичного підходу і їх синтез з традиційною методологією «доказового вивчення». Однак Лю Шаньлі критикував Гу Цзегана на надмірне зосередження тільки на письмових джерелах і, як наслідок, на занадто одностороннє захоплення етимологією. Лю Шаньлі вважав непереконливим доказ того, що глава «Яо дянь» виникла пізніше, ніж «Лунь юй», тільки тому, що в ньому не згадувалася. По суті, саме Лю Шаньлі звернув інтереси Гу Цзегана до історичної географії, оскільки при продовженні дискусії восени, погодився з поняттям «ідола расової єдності» ханьців, але дорікнув у відсутності доказів у тези роздробленості стародавнього ареалу китайського народу. Одним словом, Лю закликав Гу Цзегана поглиблювати дослідження, але ґрунтуватися на суворій науковості, а не емоційній полемічності.
Розпочата дискусія до 1925 року набула Всекитайського характеру, а добірка матеріалів її учасників з різних журналів і газет була оперативно опублікована, після чого друзі Гу Цзегана переконали його заснувати власне видавництво і випустити в світ матеріали дискусії як головного фахівця. У 1926 році Гу підготував перший том «Критики давньої історії», в який включив листування з Ху Ши і Цянь Сюаньтуном, починаючи з 1920 року, а також матеріали полеміки 1923-1926 років. Передмовою він помістив в об'ємистий том свою автобіографію. «Критика давньої історії» мала комерційний успіх, і була помічена за кордоном. У 1931 році американський синолог Артур Гуммель переклав автобіографію Гу Цзегана англійською мовою (у Додатку до своєї докторської дисертації), і зробив його ім'я всесвітньо відомим у професійному середовищі.

#### «Критика давньої історії»: 1926—1941 роки
У період 1926-1941 років Гу Цзеган і його колеги випустили в цілому 7 томів «Гу ши Бянь», які були досить об'ємними: томи I, II, VII були в трьох частинах, інші — в двох. Головними редакторами томів IV (1933) і VII (1941) виступили, відповідно, Ло Геньцзе і Тун Шуе. Другий том вийшов у розпал «Великої депресії» в 1930 році, для нього Гу Цзеган підготував матеріали про політичні цілі істориків епох Цінь і Хань; а також описав появу історичних міфів, зокрема, про «розбещеності» останніх правителів Шан. В цей же том увійшло дослідження Вей Цзянгуна, який показав, що цинський титул імператора Хуанді (皇帝) був утворений від стародавнього імені божества «верхній владика» (шанді, 上帝), яке потім означало в конфуціанстві «Трьох Владик і п'ять імператорів». З цього виводився «ключ» до імперського міфотворчості. Сам Гу Цзеган, проаналізувавши міфи про Ся, Шан і Чжоу, спробував довести, що чжоусци за своєю етнічною приналежністю були цянами. Він також опублікував у другому томі «Гу ши Бянь» статтю про зміну образу Конфуція в епохи Чуньцю і Хань і еволюції образу Шена, показавши в цьому роль конфуціанських начетніков (кит. трад. 士大夫, піньїнь: shìdàfū, палл.: шидафу). Третій том 1931 року був, в основному, присвячений «Ши цзіну» і «І цзину». Гу Цзеган спробував дослідити світський характер виникнення цих пам'яток як, відповідно, зборів народних пісень і довідника придворних ворожок. До цього часу змінилося ставлення Ху Ши до Гу Цзегану і його проекту; зокрема, Ху розкритикував трактування вірша з розділу «оди» « Ши цзина», в якому Гу угледів сексуальний підтекст. У четвертому томі «Критики…» містилася тільки одна стаття Гу Цзегана, присвячена часу складання «Дао де цзіна», яке було предметом великої дискусії. Ху Ши займав в ній найбільш консервативну позицію, вважаючи Лао-цзи дійсним автором цього тексту і сучасником Конфуція. Тим часом, Лян Цічао відносив час складання тексту до кінця періоду Чжаньго, так само, як і Фен Юлань і Цянь Му. Гу Цзеган показав, проаналізувавши літературний стиль і менталітет передбачуваного автора, що він не може ставитися до періоду Чуньцю, і характерний для Чжаньго. Ху Ши категорично відкинув аргументи всіх чотирьох, хоча сам нічого їм не протиставив.
Гу Цзеган повернувся до складання п'ятого тому «Гу ши Бянь» в 1935 році, присвятивши його двом магістральним темам: протистояння шкіл древніх і сучасних знаків і класичної ханської думки, а також Походження концепції Інь-Ян і п'яти елементів в їх впливі на давньокитайську політичну думку. Крім статей самого Гу, даними темам були присвячені статті Цянь Сюаньтуна і Цянь Му, а також стаття Лян Цічао, присвячена Інь-Ян і п'яти елементам. На сторінках цього тому зіткнулися погляди Цянь Му і Гу Цзегана, оскільки Цянь відкидав концепцію Кан Ювея, тоді як Гу обережно її підтримував. Два випуски шостого тому продовжували тематику четвертого. Нарешті, самий об'ємний сьомий том, який виявився останнім, включав три частини. Першу частину склали: стаття Гу Цзегана про підроблені Тексти, викриті сучасниками епохи Чжаньго, Цінь і Хань, і повний текст монографії Ян Куаня «Введення в китайську старовину». Друга і третя частини були присвячені зародженню китайської державності і різним аспектам проблеми Ся. Як завжди, у випусках «Критики стародавньої історії» стикалися позиції Гу Цзегана і його колег. Так, Ян Куань показав, що міфи далеко не завжди формувалися і визначалися політичним контекстом, а також відкинув тезу Кан Ювея і Гу Цзегана про свідому фальсифікацію історичного минулого. Упорядник тома-учень Гу Тун Шуе, в передмові вказував, що"хоча значна частка традиції непереконлива, вчених, які свідомо спотворювали минуле, мізерно мало. Він також запропонував інше пояснення інтелектуальної стратифікації: давньокитайський культурний комплекс, у міру складання, поширювався по знову освоюваних територіях, утворюючи єдиний комплекс. Таким чином, Гу описував причини, а Ян-наслідки. Втім, Гу Цзеган до кінця життя відстоював доктрину «політичного конструювання давнини».

#### Критика «Чжоу І»
Викривальні тенденції в методології Гу Цзегана очевидні в його матеріалах з третього тому «Гу ши бянь», присвячених розгляду канонічних і коментаторських частин «Книги Змін». Відповідно було сформульовано і завдання: «повалення» Чжоу і «з п'єдесталу» священного канону, створеного Фу-сі і Шень-нуном «і виявленні його мантичної природи… демонстрації невідповідності іцзіновського» «Десятикрила» першій і другій половинам його канонічної частини. Іншими словами, Гу Цзеган відкинув традиційне догматично стверджуване авторство Вень-вана і, отже, датування пам'ятника, а в другому — атрибуція десяти канонічних коментарів Конфуцію. При цьому він не відділяв себе від Радикальної критики попередніх періодів, вважаючи себе продовжувачем справи Оуян Сю і Чжу Сі. Тому з позиції сучасної теорії і методології історії постановка Гу Цзеганом проблеми авторства архаїчних текстів двозначна і пов'язана зі статусними питаннями, оскільки заявлене авторство в китайській традиції задавало сприйняття тексту і зумовлювало напрямки інтерпретації.
Неортодоксальний підхід Гу Цзегана, загалом, виявився продуктивним: йому вдалося ідентифікувати деякі особи і місця подій, і успішно здійснити прив'язку афоризмів «і-цзина» до історичних реалій. Рівним чином, вдалося прояснити реальність історичного персонажа на ім'я «Цар дванадцятий», до подій життя і загибелі якого адресують деякі афоризми канонічної частини «Чжоу І». Дана прив'язка вперше дозволила науково обґрунтувати верхню межу створення канону-XVI-XI століття до н. е. Однак він відкидав традиційну атрибуцію «Сі ці чжуані», вважаючи зміст канонічної частини тексту і «Десяти крил» мало не діаметрально протилежними: коментарі пронизані конфуціанськими ідеологемами і мають системний виклад; всього цього позбавлені афоризми канонічної частини. Рівним чином, різкій критиці піддалася теорія" споглядаючи образи, виготовляти знаряддя (гуаньсян чжіці 观象制器), заснована на тексті пам'ятника. Іншими словами, конфуціанці, зацікавлені в підвищенні статусу «і-цзина», зловмисно спотворили авторство фундаментальних відкриттів давньокитайської культури, приписавши їх культурним героям, так і максимально удревнили їх датування. Сам Гу Цзеган погоджувався з датуванням Кан Ювея, стверджуючи що «Сі Ци чжуань» не могла з'явитися раніше II століття до н. е., тобто епохи Хань. Концепція іцзіновскіх прообразів культурних і технічних новацій доказово виводиться від канонознавців Мен Сі і Цзін Фана.

#### Світоглядний поворот, політика і концепція «Критики давньої історії»
Близько 1931 року Гу Цзеган випробував серйозну світоглядну метаморфозу; свої ранні теорії він згодом описував в термінології «манії величі», і заявив (у передмові до третього тому «Гу ши Бянь»): 
Наскільки ж легко відкинути стару теорію, настільки ж важко затвердити нову; відбувається це тому, що [застаріла доктрина] містить в собі вагомі докази своєї фальсифікації, а при розробці нового підходу навіть крихітна деталь може привести до вирішення безлічі складних питань…
У цій же передмові він скептично заявив, що одній людині не під силу охопити всі аспекти давньої історії Китаю, а комплексне дослідження палеографії, історичної лінгвістики, релігії, суспільства та етносу — мрія про далеке майбутнє. Тим самим, Гу Цзеган оголосив, що проект «Гу ши Бянь» — не відповіді на всі питання, а лише зібрання гіпотез і точок зору, опорна точка для подальших досліджень. Головним завданням проекту було щеплення китайському науковому співтовариству навичок плюралізму і відмова від уявлень, що вчені повинні розділяти тільки один напрямок. Конфлікти та інтелектуальне невдоволення Гу вважав важливою приналежністю процесу пізнання, оскільки вони викликають прагнення до вирішення проблеми і пошуку рішень. Необхідність оперативного реагування на відгуки опонентів — стимул «розкритися» і відверто викласти свою позицію. Відсутність єдиної концепції і протиріччя «Гу ши Бянь» — її важлива гідність.
Гу Цзегану довелося відповідати і на зауваження критиків, які дорікали йому в зосередженості тільки на сфері текстології. У 1930-і роки, у міру посилення лівої думки в Китаї, його стали дорікати в ідеалізмі і невикористанні методології історичного матеріалізму. Гу Цзеган відверто заявив, що історичний матеріалізм — «це не приправа, яку можна додавати в будь-яку страву», і він не настільки застосуємо до області найдавнішої хронології або біографії, щоб в ім'я нього відмовитися від спеціалізованої області текстології. Подібні висловлювання були використані проти Гу Цзегана в період «Культурної революції».
Проте, глибока ерудиція Гу Цзегана і його архаїзуючий літературний стиль, були прийнятні для гоміньданівської влади і мілітаристів 1930-1940-х років, які не помічали глибокої революційності його ідей. У Ченду, в 1940 році заступник міністра освіти Гу Юйсю абсолютно серйозно довідався у історика, чи можна встановити дату народження Великого Юя? Гу Цзеган відповів, що сичуанські інородці в давнину святкували цю дату в 6-й день шостого місячного місяця, як про те свідчать стародавні описи і один з віршів Су Дунпо. Мале час міністр освіти Чень Ліфа (який колись жорстко критикував Гу за порівняння Юя з рептилією) у своїй доповіді заявив, що «Великий Юй був першим великим інженером китайської нації, який відрегулював спуск вод і врятував Китай від повені», пославшись на професора Гу Цзегана, який «встановив дату його народження». Дата шостого дня шостого місяця стала святкуватися як «День інженера». Незабаром Гу Цзеган отримав лист Нанкінського конфуціанця Мяо Фенліня, який брав участь в дискусіях навколо «Гу ши бянь», і дорікнув його, що той ризикує професійною репутацією, беручи участь в політичних іграх: «заперечувати існування Юя і тут же встановити дату його народження, — це аж надто!».
Після створення КНР стародавня міфологія стала однією з важливих складових ідеології нової держави, тому Згадка Гу Цзегана-шановного вченого, що залишився служити народній владі, академіка, — В одному контексті з «Критикою давньої історії» було негласно заборонено. У випущених в 1967 році мемуарах Мао Цзишуя про опального професора взагалі не згадувалося ні слова, незважаючи на їх багаторічну дружбу; він же посприяв передруку семитомника в Тайбеї в 1970 році. Перед смертю Гу встиг підготувати перевидання «Гу ши Бянь» з новою передмовою, яка вийшла в Шанхаї в 1982-1984 роках.

### Історія і сучасність

#### Історична парадигма і системний підхід

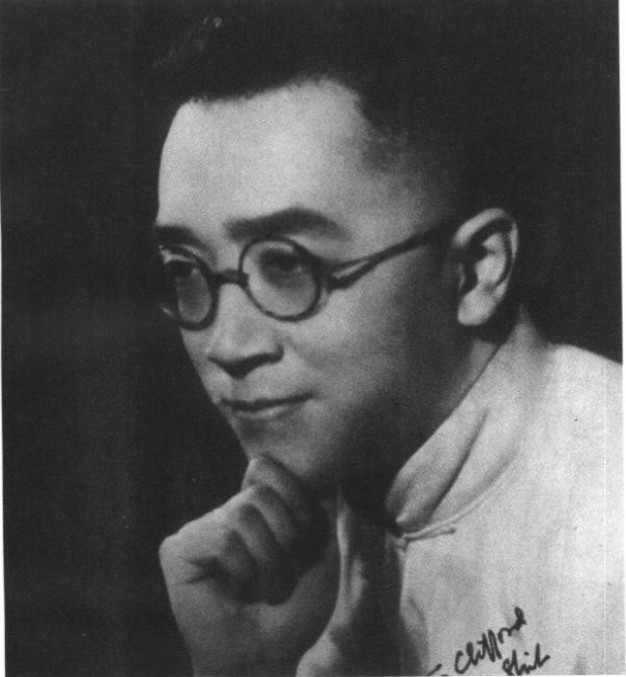
Ху Ши в 1933 року

Гу Цзегану довелося жити в перехідну епоху для китайської культури і науки, причому історична ситуація була така, що він ніколи не міг дозволити собі існувати в сфері чистої науки, не торкаючись політичної реальності. Вже наприкінці 1920-х років історичні дослідження вченого викликали підозри ідеологів Гоміньдану, зокрема, Дай Цзітао. Обурення викликала відмова від китаєцентризму і концепції безперервності розвитку єдиної китайської цивілізації на територіях сучасного Китаю. Однак Гу Цзеган так ніколи і зміг адаптуватися до нової-марксистської-історичної парадигми, оскільки цінував історичну спадщину традиційної науки, а також не розумів, як історичний матеріалізм компенсує відмову від конфуціанського історичного континууму, який пояснював би взаємозв'язок історичних явищ або динаміку історичних змін (термінологія Аріфа Дірліка). Втім, формальною причиною нападок на нього під час дискусії про роман «Сон у червоному теремі» в 1950-і роки стала відмова відмежуватися від дружби з Ху Ши і його теорій.
В автобіографії 1950 року, Гу Цзеган зазначав, що поєднав глибоку традиційну освіту і прихильність західним ідеям, однак, бажаючи займатися чистою наукою, не міг відкинути бажання послужити своїй батьківщині. Це може бути витлумачено і в Західній термінології як Громадянський патріотизм, але і як обов'язок конфуціанського вченого подбати про добробут народу. Сам Гу і його сучасники Чень Іньке (1890-1969), Цянь Му (1895-1990) і Фу Сінін (1896-1950) долучилися до Західної історіографії у версії одночасного американського прагматизму і німецької культурно-історичної школи, причому завдання історика сприймалася в позитивістському Ключі: розповідь про минуле має сприяти критиці сьогодення і передбаченню тенденцій майбутнього розвитку. Ймовірно, в традиційному неоконфуціанстві, і новомодних позитивізмі і марксизмі Гу Цзегана не влаштовував телеологізм у сприйнятті сьогодення і майбутнього, а заняття текстологією, археологією і фольклором переконало його в тому, що динаміка змін в Китаї прямо залежить від культурного та етнічного різноманіття.
Становлення Гу Цзегана як особистості і як вченого припало на період краху Цінської імперії і безперервної низки іноземних інтервенцій і революцій, що робило для нього актуальним питання про виживання китайської нації в XX столітті. У цьому плані його професійна спеціалізація може бути пояснена саме бажанням дізнатися, що призвело Китай до найбільшого занепаду могутності в його історії і як врятувати країну від неминучого розпаду і знищення. У цьому його позиція нічим не відрізнялася від прагнень істориків старшого покоління, особливо Лян Цічао, що сформулював положення «історичної революції», яка сприятиме китайському націоналізму і описувати історію Китаю з еволюціоністських позицій. Спроби написання зведеної історії китайської нації робили історики різних суспільних позицій, наприклад, Лю Шипей. Згідно Хань Цзиці, історичні погляди Гу Цзегана формувалися при найсильнішому впливу Ху Ши, проте сам він в автобіографії своїми головними вчителями в історичній науці іменував радикальних традиціоналістів: Кан Ювея, Чжан Бінліня і Ван Говея. Однак ці троє задали модель професійного стандарту, тоді як Ху Ши прищепив навички науковості та системного підходу. Більш того, «Літературна революція», проголошена Ху Ши, означала соціальну революцію, що передбачала гігантське розширення освіченого класу. Відмовившись від веньяня, Ху Ши проголосив, що право на освіченість мають всі представники нації, і змінив стандарти високої культури. Наприклад, він різко підняв статус чотирьох романів, які колись відкидалися конфуціанцями як" нижчий жанр, і зробив їх об'єктом наукового дослідження і стандартом нової літературної мови, заснованої на розмовній нормі.

#### «Китай»: центр і периферія

Анімація територій різних китайських династій (по серії карт Тань Цисяня)

У свою чергу, Гу Цзеган йшов від текстології до етнографії та історичної географії, розглядаючи Китаю як глибоко етнічно і географічні гетерогенний простір, постійно знаходиться в динаміці і зазнає змін. Тому поняття «китаєць» (кит. спр. 中国人, піньїнь: zhōngguórén, палл.: чжунгожень) для Гу Цзегана було загальним, оскільки китайцями були всі ті народи, які населяли територію Китаю — Центральної рівнини (кит. спр. 中国, піньїнь: zhōngguó, палл.: чжунго), а не тільки ханьци (кит. спр. 汉族, піньїнь: hànzú, палл.: ханьцзу). Звідси-величезна увага, яку він приділяв національним меншинам; оскільки в міру розширення території Китаю, змінювався і склад китайців. Які б зміни не відбувалися, у відновленні Китаю в черговий історичний період грали роль найрізноманітніші етнокультурні групи, тому їх різноманіття життєво важливо для майбутнього. Як приклад він наводив епоху Чжаньго, під час якої «приплив нових расових елементів» сприяв швидкому розвитку та інтеграції. Навпаки, ханська політика уніфікації і монополія конфуціанства привела Китай на межу зникнення разом з його культурою. Тільки щеплення «нової крові» від північних інородців часів Північних і Південних династій привела до оновлення; те ж справедливо для вторгнень кидання, чжурчженів і монголів, без яких Гу Цзеган вважав подальше існування Китаю неможливим. З цього він вважав, що неасимільовані маньчжури, монголи, дунгани і тибетці, а також мяо-яо, і інші жителі південних провінцій — надія на майбутнє. Ця концепція справила глибоке враження на Лінь Юйтана, який у своїй книзі «китайці: моя країна і Мій народ» помістив спеціальну главу «вливання свіжої крові».
В автобіографії 1926 року Гу Цзеган прямо оголошував, що прогрес в Китаї виходив не з Імперського центру і високої культури правлячих меншин, а простого народу, не отруєного офіційним конфуціанством, і «інородців» з периферії; саме неосвічена більшість і периферійне етнічне різноманіття — запорука омолодження країни. Таким чином, головне завдання уряду «перенесення периферії в центр» шляхом мобілізації мас і підйому їх культурно-освітнього рівня. Власне, цим пояснюється конфлікт Гу Цзегана з Дай Цзітао в 1929 році. Офіційна національна політика Гоміньдану будувалася на концепції «Союзу п'яти народів», яку Гу публічно оголосив морально безвідповідальною і історично невірною. Його аргументація (викладена в другому томі «Гу ши бянь») будувалася на наступному постулаті: якщо всі п'ять основних народностей, складових китайську націю, були нащадками «трьох владик і п'яти імператорів», тоді Монголія, Маньчжурія, Тибет і Синьцзян становили б єдине ціле з Китаєм з незапам'ятних часів. До епохи Цінь Китай складали держави з різними титульними етносами і культурами; отже, концепція єдиного Китаю є відносно пізньою за походженням і виробленою в результаті тривалого процесу завоювань і етнічних поглинань і злиттів. Тому ханська нумерологічна концепція «Дев'яти островів Піднебесної» була трансльована на глибоке міфологічне минуле. Тому Гоміньдан, оголошуючи, що своєю національною етнічною політикою завершує об'єднання Китаю, фактично веде країну в нікуди. У відповідь Дай Цзітао розв'язав проти Гу Цзегана компанію в пресі і домігся заборони підручника для вищої школи, написаного для видавництва «Шан'у іншугуань». Узагальнююче дослідження Гу Цзеганом міфу про трьох владиків глибокої давнини було випущено в 1936 році.

#### Гу Цзеган про історичне пізнання
Зміст першого тому «Критики стародавньої історії» виразно свідчило, що Гу Цзеган вже в кінці 1920-х років позбувся позитивістських уявлень про тотожність історії і минулого. Для нього минуле в принципі недосяжне, оскільки передається тільки у вигляді комплексу історичних уявлень; історія — в жодному разі не розповідь «про те, що справді відбувалося», а лише комплекс відомостей, які дозволяють пояснити, яким саме чином склалася ситуація в сьогоденні. Цим, зокрема, можна було пояснити безперервне історії Китаю в міру розвитку історіографії: більш віддалене минуле надавало додаткові можливості для політичного використання давнини, зокрема, в культі культурних героїв, з якими асоціювалися і ототожнювалися правителі. Таким чином, Гу Цзеган відмовився від традиційного зіставлення історичних текстів і з'ясування «хто правдивіше», а перейшов на позиції конструктивізму і став досліджувати образи історичного минулого в різні епохи. «Теорія шарів історіографії» передбачає, що минуле, яким воно було насправді, принципово непізнаване, а в досліджуваних джерелах міститься лише «минуле сьогодення», пристосоване для тих чи інших потреб поточного моменту. Він прямо проводив паралелі між історіографією і археологією, бо і там і там можуть бути виявлені «культурні шари», і кожна сучасність мала власні потреби в минулому і погляд на це минуле; однак історичне відображення поточної епохи обов'язково спирається на комплекс попередніх уявлень. Тому історичне оповідання принципово нічим не відрізняється від художнього наративу: Історичний текст — не більше ніж метафора подій, про які оповідає; історик, таким чином, конструює образи історії і створює розповідь, що відображає його особисте бачення цих образів. Сучасники не в змозі адекватно сприймати своєї реальності, ще гірше її сприймають нащадки; однак зміна образу реальності в часі можливо простежити за історичними джерелами за допомогою генетичного методу за хронологією. Таким чином, завданням історика є не встановлення істини, а вичерпання набору її змін та відтворення комплексної картини змін історичної свідомості.
Гу Цзегана ще в 1930-і роки турбували паралелі між конструюванням образу китайської давнини в епоху Хань і аналогічними діями, які робили ідеологи як Гоміньдану, так і Комуністичної партії. Історія поглиналася політикою, перетворюючись в «ідеологію, перекинуту в минуле», і служила обґрунтуванню телеологічної необхідності китайського націоналізму (у гоміньданівців) або соціалізму. Гу, навпаки, стверджував, що історичне дослідження не може не бути політично обумовленим, в силу соціального замовлення і особистих переконань історика; але його рішуче не влаштовувала монополізація політичного дискурсу державою для просування певної доктрини в маси, це знаменувало катастрофічні наслідки для історичної науки. Ще в 1935 році Гу Цзеган протиставив історичну свідомість (кит. спр. 历史观念, піньїнь: lìshǐ guānniàn, палл.: позбав гуаньнянь) прагматичній свідомості (кит. спр. 致用观念, піньїнь: zhìyòng guānniàn, палл.: чжіюн гуаньнянь); першому властивий ідеалізм, аполітичність і Академізм, другому — практичність, політичний характер, розважливість.

### Гу Цзеган-етнограф і фольклорист
Гу Цзеган вважається батьком-засновником сучасної китайської фольклористики. З урахуванням його органічного підходу до історії Китаю, легкість, з якою історик працював в області етнографії та фольклористики, легко з'ясовна. Сам Гу Цзеган ілюстрував свій підхід за допомогою народної легенди про Мен Цзян-нюй, різні ізводи якої вельми різноманітні. Загальним об'єднуючим сюжетом є пошук дружини свого чоловіка, мобілізованого при Цинь Ши-Хуанді для побудови Великої стіни. Не зумівши відшукати його останки, вона прокляла імператора, стіна розсілася, і кістки оголилися. Для історика було неважливо, наскільки точно ця історія відображає реалії епохи, набагато сильніше його цікавили різні форми передачі даного сюжету в різний час, географічному та етнічному середовищі. Іншими словами, фольклор і етнографія додавали додаткові виміри до картини історичного минулого Китаю. Гу Цзеган стверджував, що власне історичне дослідження є вертикально орієнтованим, оскільки оперує категоріями трансформації в часі, наприклад, династій. Етнографо-географічний підхід є горизонтальним, оскільки розглядає процеси трансформації в локальному вимірі.
Етноісторичний підхід, активно розробляється Гу Цзеганом в 1940-початку 1960-х років, поставив його в складні відносини з офіційним китайським марксизмом. З одного боку, він ніколи не заперечував, що соціальні та економічні фактори відігравали найважливішу роль в історії Китаю, але при цьому відмовлявся перейти до соціологічної редукції і заявляв, що в досліджуваних ним областях соціально-економічний аналіз звужує пізнавальні можливості. У цьому плані Гу Цзеган ніколи не міг знайти спільної мови з Го Можо, і його роботою «Стародавнє суспільство», з видання якої в 1930 році ведеться відлік марксистської історіографії Китаю. Однією з причин була різка критика школи Ху Ши, яку очолював Го Можо.

### Історична географія. Товариство «Юйгун»

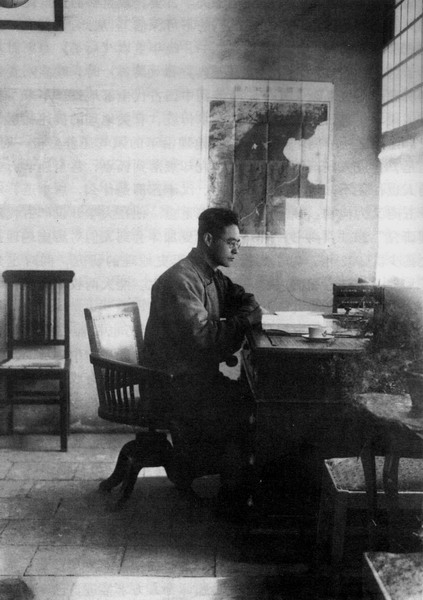
Гу Цзеган — голова Товариства «Юйгун». Фото 1937 року

До проблем історичної географії Гу Цзегана, крім його текстологічних вишукувань, підштовхнули археологічні відкриття Андерсона 1920-1921 років в Яншао, які мали типологічну схожість з культурами Євразії, зокрема, Трипільської. Ці відкриття, здавалося, підвели матеріальну базу під гіпотезу Лакупері про Західне (близькосхідному або центральноазіатському) Походження китайської цивілізації. Навіть Сунь Ятсен в першій із серії лекцій про націоналізм, змушений був визнати, що цивілізація в Месопотамії існувала задовго до епохи трьох владик і п'яти імператорів. Повторив він і тезу Лакупері, що жителі Месопотамії мігрували в долину Хуанхе і заснували китайську цивілізацію. Дилетантизм подібних побудов обурив найближчого друга і колегу Гу Цзегана-Фу Синняня, який в 1919 році сформулював важливий для Гу тезу про взаємозв'язок етносу і ландшафту, які породжують історичний розвиток. Після відкриття пам'ятників Луньшані, Фу Синянь в 1934 році сформулював гіпотезу про багатоскладність Походження китайської цивілізації. Він переконливо обґрунтував «горизонтальний» зв'язок трьох перших китайських династій, і заявив, що держави Ся, Шан і Чжоу були населені різними етносами і носіями різних культур, і не передували одне іншому, а співіснували одночасно на сусідніх територіях, взаємодіяли і поглинали один одного військовим шляхом. Однак і він міркував в категоріях «високих» і «відсталих» культур, і стверджував, що посушливі плоскогір'я лесового плато не могли породити у Ся і Чжоу особливо розвиненої культури, тому Шан-Інь, розташовуючись в долині Хуанхе, перевершували їх у всіх відносинах. Крім того, будучи послідовним націоналістом, Фу Синянь не хотів примиритися із західним походженням китайської цивілізації, нехай навіть і в географічному сенсі; крім того, він був уродженцем Шаньдуна.
Гу Цзеган, по суті, вирішував ту ж задачу іншими засобами. Усвідомивши видатну роль «інородців» в історичному розвитку Китаю, він приступив до прив'язки міфологічних сюжетів до деталей ландшафту. У його інтерпретації виходило, що протокитайська спільність Тяньсь була тісно пов'язана з жунами (цзю чжоу), причому обидві ці спільності географічно локалізувалися на заході Хенані і в центральній Шеньсі. Культ чотирьох священних гір жунів в результаті перетворився на культ п'яти священних гір Китаю, а жунський тотем Юй перетворився на засновника династії Ся.
Початок японської агресії в Маньчжурії в 1931 році, різко поміняло наукові плани Гу Цзегана. Втрата Китаєм периферії глибоко турбувала його; більш того, він перейшов на вкрай націоналістичні позиції і став закликати до створення справді китайської географічної науки. Його дратувало використання терміна «Внутрішній Китай», який Гу Цзеган в полемічному запалі проголосив японським, використовуваним для імперіалістичних планів. Цьому терміну (кит. спр. 本部, піньїнь: běnbù, палл.: беньбу) він протиставив концепцію «Юйгун» (禹贡), названу так за однією з глав «Шу цзіна», яка зазвичай тлумачиться як найдавніший географічний трактат. В результаті 1 березня 1934 року Гу Цзеган заснував «Товариство Юйгун» (禹贡学会), яке видавало однойменний журнал, що виходив раз на два тижні. В англомовних резюме назва цього журналу передавалася як The Evolution of Chinese Geography, а з 1 березня 1935 року як Chinese Historical Geography. Метою товариства було заявлено дослідження історичної географії та історії традиційної китайської географії, складання історичного атласу Китаю, і продовження студій цінських вчених, які в XVIII—XIX століттях представили чимало цінних етнографо-географічних описів периферії своєї імперії; але здійснювати їх слід було на сучасному науковому рівні. Однак головним у діяльності суспільства і журналу був націоналістичний аспект: вчені, об'єднані в суспільство (наприклад, Сюй Даолін), прагнули, використовуючи всю сукупність джерел (включаючи археологічні та антропологічні) довести, що та чи інша область з глибокої давнини перебувала в ареалі китайської цивілізації і належала Китаю. Товарситво «Юйгун» широко використовувало польові дослідження: сам Гу Цзеган здійснив тривалу поїздку в Ганьсу в 1934 році, влітку 1936 року була здійснена археологічна експедиція в Ордос для дослідження древніх іригаційних систем. За результатами його в 1937 році було засновано Північно-Західне Товариство сприяння міграції та меліорації, директором якого був обраний Гу Цзеган. Журнал також випускав багато матеріалів по прикордонних областях аж до свого закриття в липні 1937 року. Два спеціальні номери були присвячені північно-західним провінціям, два-дунганам і китайським мусульманам, один — іригації в Ордосі, два — Внутрішній Монголії (тоді провінціям Чахар і Суйюань) і один — Сікану і Тибету.
У лютому 1946 року Гу Цзегану вдалося відновити діяльність товариства «Юйгун» в Пекіні, перше післявоєнне засідання якого пройшло 10 березня. Хоча відродити журнал не вдалося, щомісячні звіти публікувалися в спеціальному додатку до газети «Гомінь жибао», головним чином, їх авторами були Ван Гуанвей, Чжан Чженьлань і Хоу Женьчжі. Остаточно товариство було ліквідоване вже в 1952 році. Однак заданий напрямок діяльності товариства відчувався дуже довго: під редакцією Гу Цзегана побачив світ атлас історичної географії Китаю, а його учень Тань Цісян в 1988 році закінчив видання восьмитомного великого атласу історичної географії Китаю. Відомим дослідником став і Хоу Женьчжі — єдиний член суспільства і китайський вчений, який спеціально отримав на Заході спеціальність з історичної географії.

## Сім'я

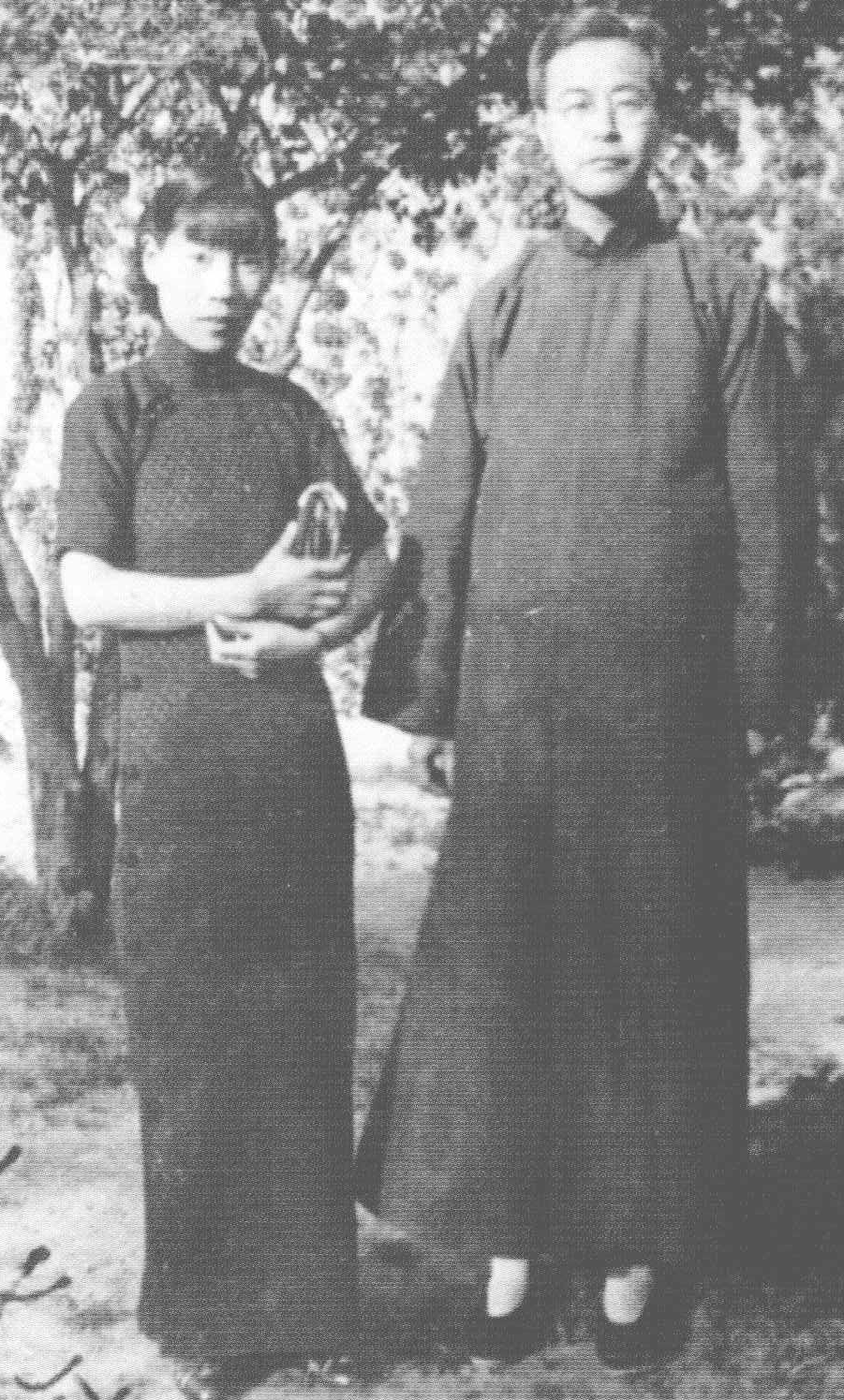
Гу Цзеган зі своєю другою дружиною Інь Люйань. Фото 17 квітня 1937 року

Оскільки Гу Цзеган був єдиним спадкоємцем не надто процвітаючого роду, в 13 років його заручили з дівчиною у Чженлань (吴征兰), чотирма роками його старше. Вони одружилися 27 грудня 1910 року; у подружжя було двоє дочок — Гу Цзимін і Гу Цзичжень. Коли Гу навчався в Пекіні, його сім'я залишалася в батьківському домі в Сучжоу. У ніч на 1 серпня 1918 року у Чженлань померла від туберкульозу у віці 30 років. Її смерть призвела до сильного погіршення відносин Гу з батьком, якого син звинуватив у поганому поводженні з хворою невісткою. Після смерті дружини Гу Цзеган вирішив якомога швидше одружитися вдруге. У його щоденнику записано, що друзі і рідні запропонували в цілому 34 кандидатури, але всіх кандидаток на роль дружини відлякували вчені заняття Гу, і те, що він був байдужий до кар'єри і не дбав про заробітки. Втім, у молодого вченого теж були вимоги до майбутньої дружини (щоденниковий запис від 5 січня 1919 року):
по-перше, вона повинна мати прагнення і схильність до вчення, нехай її власні пізнання для початку будуть невеликі; годі й говорити, що прагнення має бути добровільним. По-друге, вона повинна задовольнятися малим, бути тихою і врівноваженою, не схильною до скандалів, не марнотратною, і вміє вести домашнє господарство. Нарешті, вона повинна слідувати за чоловіком і в бідності, і в багатстві.
.

Гу Цзеган з останньою дружиною Чжан Цзінцю і дітьми. Фото 25 квітня 1954 року

Ван Басян посватав йому в 1919 році студентку Інь Люйань (殷履安), яка повністю відповідала першій і головній вимозі. Шлюб виявився бездітний, Інь Люйань виховувала дочок від першої дружини Гу. Вона раптово померла від наслідків малярії 3 травня 1943 року в Чунціні, в той день Гу головував на зборах з підготовки відкриття китайського історичного товариства. Похорони Інь Люйань виявилися нелегкою справою для професора з платнею 3000 юанів на місяць, коли запропоновані церемонії і місце на кладовищі коштували під час війни до 80 тисяч. Гу Цзеган надзвичайно сумував за дружиною, в щоденнику навіть містилися думки про самогубство. Судячи з листопадового листування 1947 року з Ху Ши, переживання Гу Цзегана тоді ще далеко не вщухли; залишив він і поетичну біографію Інь Люйань. Ще в період шлюбу з Інь Люйань Гу Цзичжень відчував закоханість у свою студентку Тан Муюй (谭慕愚), але вона категорично відкинула його домагання, хоча їх листування тягнулася багато років.
1 липня 1944 року Гу Цзеган одружився з вчителькою Чжан Цзінцю (张静秋); цей шлюб тривав до самої смерті вченого. Чжан Цзінцю була родом з Туншані в Цзянсу, закінчила Пекінський педагогічний інститут по відділенню іноземних мов. Після початку японо-китайської війни вона евакуювалася в Гуйлінь, а потім в Чунцін, де була колегою Гу Цзегана по університету Чжунхуа. До моменту укладення шлюбу їй було 36 років. Друзі розцінили цей шлюб як «поспішний», тоді як сам Гу Цзеган писав у щоденнику 28 червня, що занадто багато людей навколо відчувають скорботи і тяготи від війни, і наполягав, щоб весільні подарунки за вартістю не перевищували 30 000 юанів. Дружина повністю присвятила себе чоловікові і дому. У Гу Цзегана і Чжан Цзінцю було четверо дітей, старша дочка-Гу Чао (народилася в 1946 році) — стала біографом свого батька, як і її сестра Гу Хун (народилася в 1947). Також у шлюбі народилася дочка Гу Цзе (1949), і, нарешті, син Гу Декан (1951).

## Спадщина. Пам'ять
У період 1930-1960 років Гу Цзеган і його колеги мали можливість особистого спілкування з західними, радянськими і японськими синологами, серед яких виділялися Херлі Кріл, Вольфрам Еберхард, Хіраока Такео, Каідзука Сигеки, Бернхард Карлгрен, Овен Латимор, Борис Рифтин, Рудольф Вяткін, Артур Уейл. Дані контакти сприяли поширенню ідей і методології дослідження проблем Стародавнього Китаю. Проте, єдиним монографічним дослідженням західною мовою залишається монографія Лоренса Шнейдера (учня Джозефа Левенсона), опублікована Каліфорнійським університетом в Берклі в 1971 році. Загалом, в історіографії не виробилося єдиного підходу до сприйняття спадщини Гу Цзегана: різні дослідники могли характеризувати його і як традиціоналіста і як антитрадиціоналіста, як провідника політики Гоміньдану і Комуністичної партії Китаю, і як політично нейтрального дослідника. Л. Шнейдер підкреслював антитрадиціоналізм Гу Цзегана, за що був розкритикований Урсулою Ріхтер, яка заявила, що він занадто захоплювався «левенсонівськими» узагальненнями. Професор Університету Гонконгу Хань Цзиці іронізував: «„Антитрадиційний“ Гу, мабуть, пишався давньою культурою свого народу, а Гу-прихильник наукового методу, ймовірно, вважає, що Китай залишиться Китаєм навіть після перемоги наукової революції».
Бібліотека Гу Цзегана — понад 46 000 томів — збережена в інформаційному центрі АОН Китаю (中国中中心). У 2010 році у видавництві «Чжунхуа шуцзюй» у світ вийшло повне зібрання творів Гу Цзегана в 59 цзюанях і 62 томах; приурочено воно було до 30-річчя смерті вченого. Його головними ініціаторами виступили дочки Гу Цзегана-Гу Чао і Гу Хун, а також Ван Іхуа. Воно розділене на 8 розділів: «давня історія» (13 томів), «Фольклористика» (2 томи), «нотатки та конспекти» (17 томів), «листування» (5 томів), «Щоденники» (12 томів з іменним покажчиком), «Пам'ятне з саду дорогоцінного скарбу» (6 томів), «Цінські канонознавці» (5 томів), «Бібліографія з давньої історії» (2 томи). Всього 35 288 сторінок і близько 25 000 000 ієрогліфів. Рішення про його видання приймалося на найвищому рівні, зібрання творів згадувалося в плані 15-ї п'ятирічки в КНР і фінансувалося за програмою Національного видавничого фонду, ставши першим проектом, здійсненим в його рамках. Видання щоденників і листування було санкціоновано як цінне джерело не тільки з особистих обставин життя вченого, а й розвитку китайської науки і суспільства протягом XX століття. Щоденник вперше був розпочатий в жовтні 1913 року, і вівся більш-менш регулярно і безперервно з 1921 року. У корпус листування увійшло 1800 одиниць, у тому числі понад 700 послань особистого характеру. У розділі про давню історію поміщені також університетські та шкільні підручники, написані Гу Цзеганом, а 10-й том (у двох частинах) зайнятий матеріалами з перекладу «Шан шу» на сучасну китайську мову — найбільше наукове досягнення Гу Цзегана останніх десятиліть його життя. Розділ «заміток „представляє“ творчу кухню» дослідника: з 1914 року до самої смерті Гу Цзеган мав звичай конспектувати і писати зауваження на прочитане; загальний обсяг їх перевищував 6 мільйонів ієрогліфів. «Пам'ятне з саду дорогоцінного скарбу» (宝树园文存) названо по імені родового будинку сімейства гу, і включає статті в різних періодичних виданнях. Канонознавча частина включала матеріали і факсиміле авторського рукопису планованої Гу Цзеганом в 1920-і роки бібліотеки-серії, що включала твори більш ніж 500 вчених династії Цин. Бібліографія описувала понад 6000 творів з домашнього зібрання Гу Цзегана.